# Überland-Feldzug
Wilderness – Spotsylvania C.H. – Yellow Tavern – Wilsons Wharf – Haws Shop – North Anna – Totopotomoy Creek – Old Church – Cold Harbor – Trevilian Station – Saint Marys Church
Der Überland-Feldzug war eine militärische Operation des Unionsheeres geführt vom Oberbefehlshaber des Heeres Generalleutnant Ulysses S. Grant während des Amerikanischen Bürgerkrieges. Sie dauerte vom 4. Mai bis 24. Juni 1864. In einer Serie von verlustreichen Schlachten gelang es der Potomac-Armee des Unionsheeres die Nord-Virginia-Armee vom Südufer des Rapidans bis auf das Südufer des James südlich von Richmond, Virginia zurückzudrängen. Obwohl die Nordstaatenarmee während des Feldzuges erhebliche Verluste erlitt, ist der Feldzug als strategischer Sieg der Union anzusehen, da die Südstaaten nach Richmond und Petersburg zurückgedrängt und in der Folge dort belagert wurden. Auch erlitt die konföderierte Nord-Virginia-Armee während des Überland-Feldzuges proportional noch höhere Verluste.

## Ausgangslage

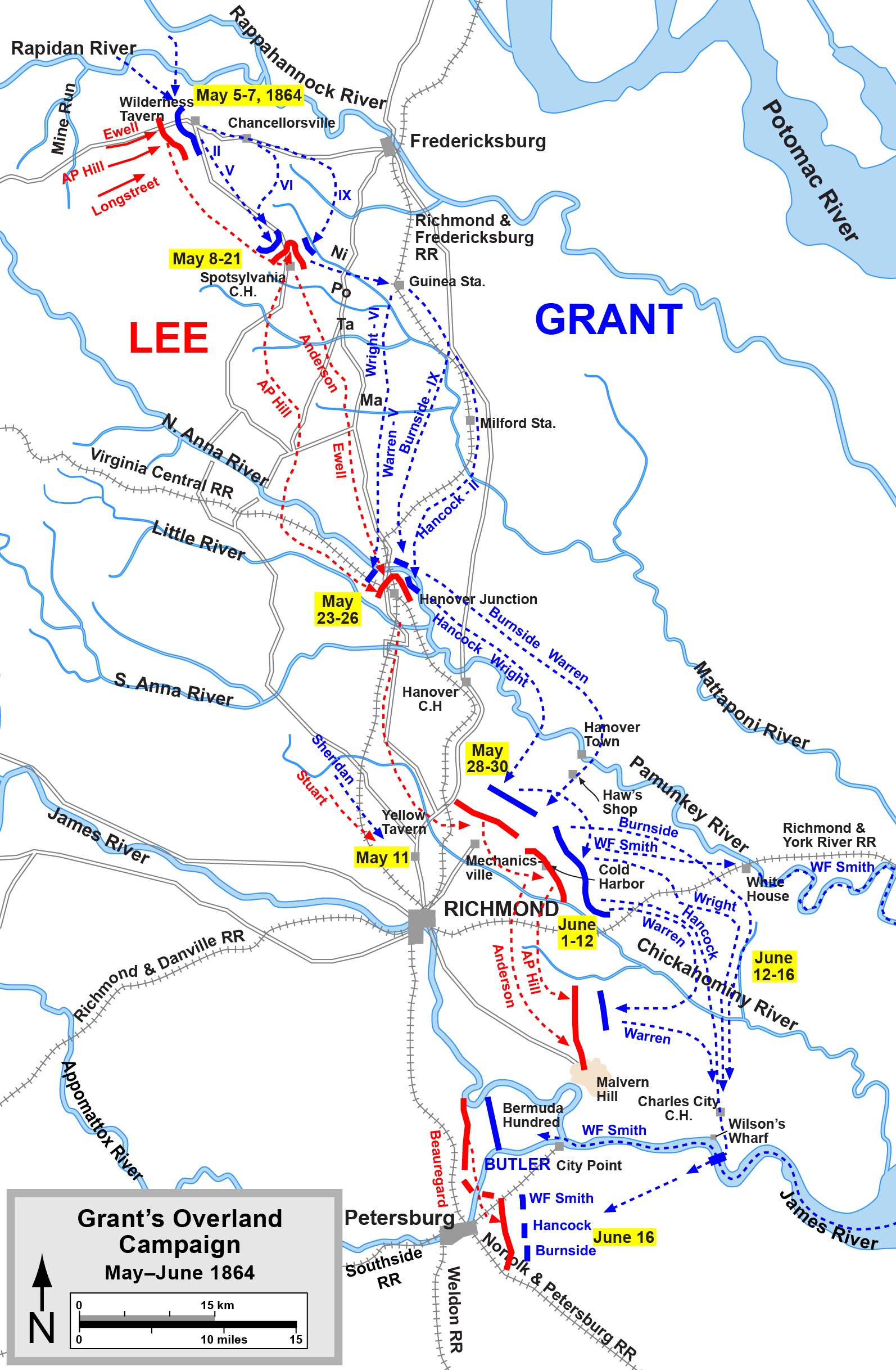
Der Überland-Feldzug vom Rapidan bis zum Jamesrot: konföderierte Truppen
blau: Unionstruppen

### Union
Im Herbst 1863 hatten die Unionstruppen auf dem westlichen Kriegsschauplatz das Nordufer des Tennessee von Knoxville, Tennessee bis Chattanooga unter Kontrolle und waren bis zur Grenze von Georgia vorgestoßen; auf dem östlichen war West Virginia größtenteils befriedet und die Unionsarmeen standen nördlich des Rapidan und auf der Virginia-Halbinsel. Nachdem Grant Oberbefehlshaber des Heeres geworden war, beabsichtigte er mit koordinierten Aktionen auf beiden Kriegsschauplätzen, die beiden wichtigsten Armeen der Konföderierten – die Tennessee-Armee und die Nord-Virginia-Armee – zu vernichten. Im Einzelnen sollten auf dem westlichen Kriegsschauplatz die Armeen Generalmajor Shermans die Tennessee-Armee vernichten und die Golf-Armee unter Generalmajor Banks Mobile, Alabama einnehmen; auf dem östlichen Kriegsschauplatz sollte die Potomac-Armee die Nord-Virginia-Armee vernichten und gleichzeitig die Shenandoah-Armee Generalmajor Sigels das Shenandoahtal erobern und die James-Armee Generalmajor Butlers über die Virginia-Halbinsel auf Richmond vorstoßen.

### Konföderation
Nach der gescheiterten Invasion des Nordens fußte die Strategie der Konföderation 1864 darauf, in einer strategischen Verteidigung dem Norden so viele Verluste wie möglich zuzufügen, um damit Lincolns Wiederwahl zu verhindern und einen Verhandlungsfrieden herbeiführen zu können.

## Operationsplan

### Potomac-Armee
Die Potomac-Armee war der Nord-Virginia-Armee überlegen. Das primäre Ziel war es deshalb, diese zu einer Schlacht im offenen Gelände zu zwingen. Um dieses Ziel zu erreichen, hatte Meade zwei Möglichkeiten, die Nord-Virginia-Armee anzugreifen: im Westen in der linken Flanke oder im Osten in der rechten. Grant entschied, dass die Potomac-Armee im Osten angreifen sollte, weil er die Versorgung der Armee bei einem Angriff im Westen als gefährdet ansah. Nach den Pattsituationen der Stellungsschlachten beabsichtigte Meade jeweils die Nord-Virginia-Armee zu überflügeln, um so zum Bewegungskrieg zurückzukehren.
Das sekundäre Ziel war die Unterbrechung der Versorgungslinien der Nord-Virginia-Armee. Dazu zählte die Virginia Central Railroad aus dem Shenandoah-Tal, die Eisenbahnkreuzung bei Hanover Junction und schließlich der Eisenbahnknotenpunkt Petersburg.

### Nord-Virginia-Armee
Lee beabsichtigte, die Potomac-Armee in für ihn günstigem Gelände zur Schlacht zu zwingen und ihr größtmögliche Verluste zuzufügen. Dabei wollte er in der strategischen Defensive so oft wie möglich offensiv werden. Er erwartete den Angriff der Potomac-Armee im Osten; eine große Schlacht wollte er jedoch vermeiden, bis die Nord-Virginia-Armee vollständig versammelt war – das I. Korps befand sich noch 42 km südwestlich der Wilderness bei Gordonsville, Virginia.

## Truppeneinteilung

### Potomac-Armee
Generalmajor Meade unterstanden drei Infanterie-Korps – das II., V. und VI. –– und das Kavallerie-Korps. Das IX. Korps unter Generalmajor Ambrose Burnside wurde bis zum 24. Mai direkt von Grant geführt. Am 27. Mai unterstellte Grant das XVIII. Korps von der James-Armee der Potomac-Armee, so dass die Potomac-Armee zur Schlacht von Cold Harbor fünf Korps führte.

Oberbefehlshaber
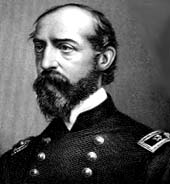
Generalmajor George Gordon Meade, Oberbefehlshaber der Potomac-Armee

- Generalmajor
 George Gordon Meade,
 Oberbefehlshaber der Potomac-Armee

Kommandierende Generale
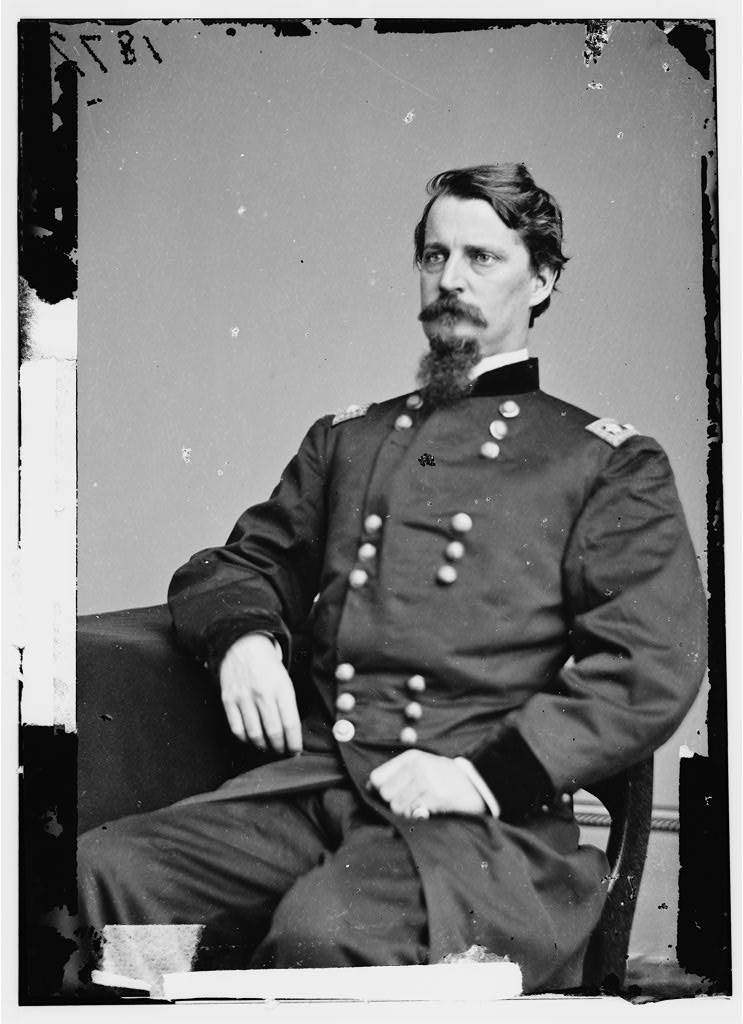
Generalmajor Winfield Scott Hancock, KG II. Korps
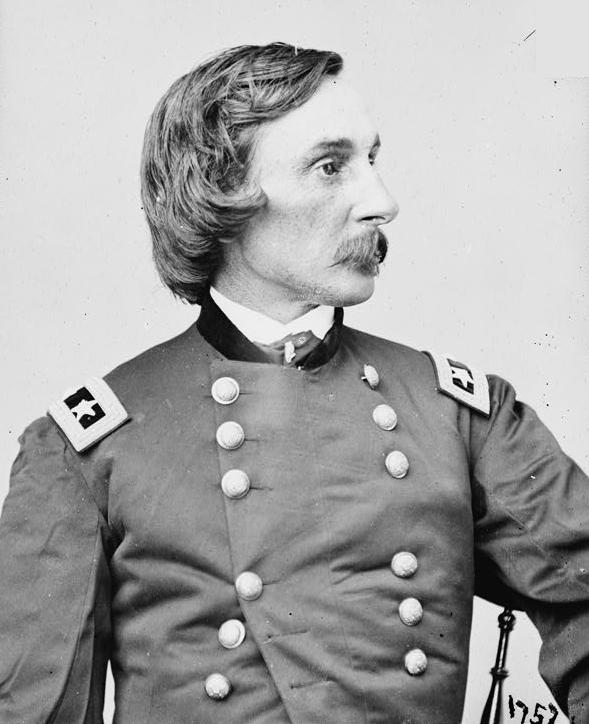
Generalmajor Gouverneur K. Warren, KG V. Korps
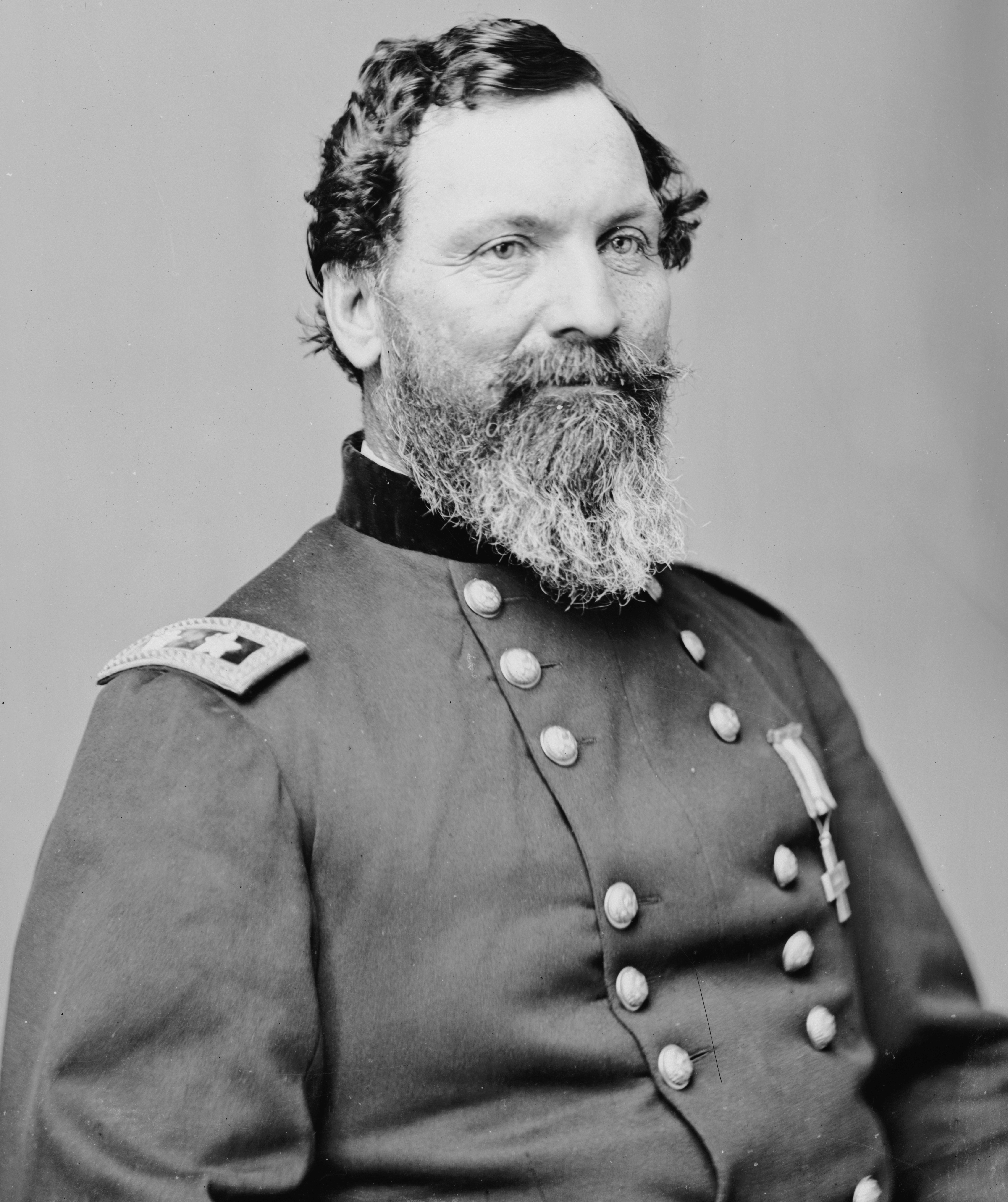
Generalmajor John Sedgwick, KG VI. Korps
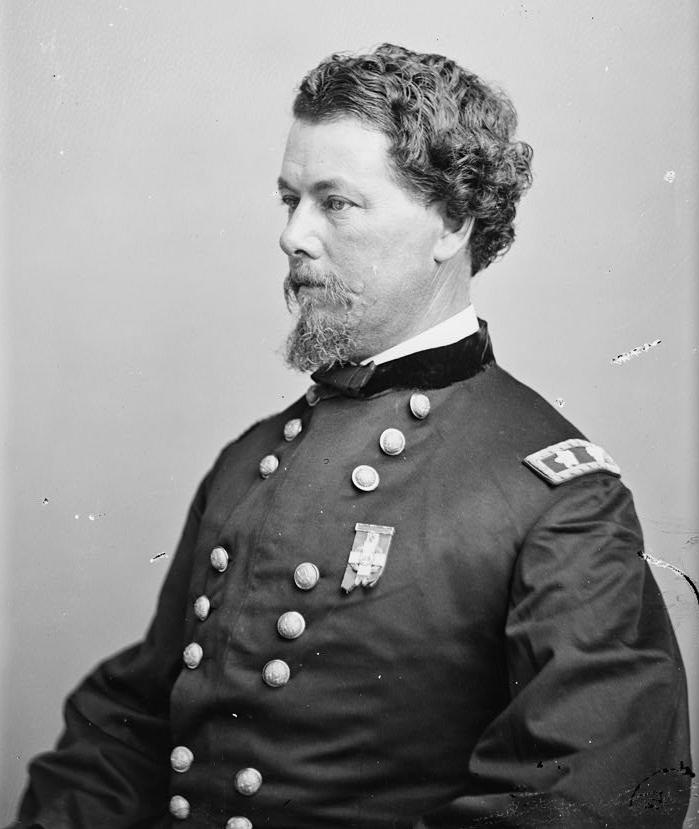
Generalmajor Horatio Wright, KG VI. Korps
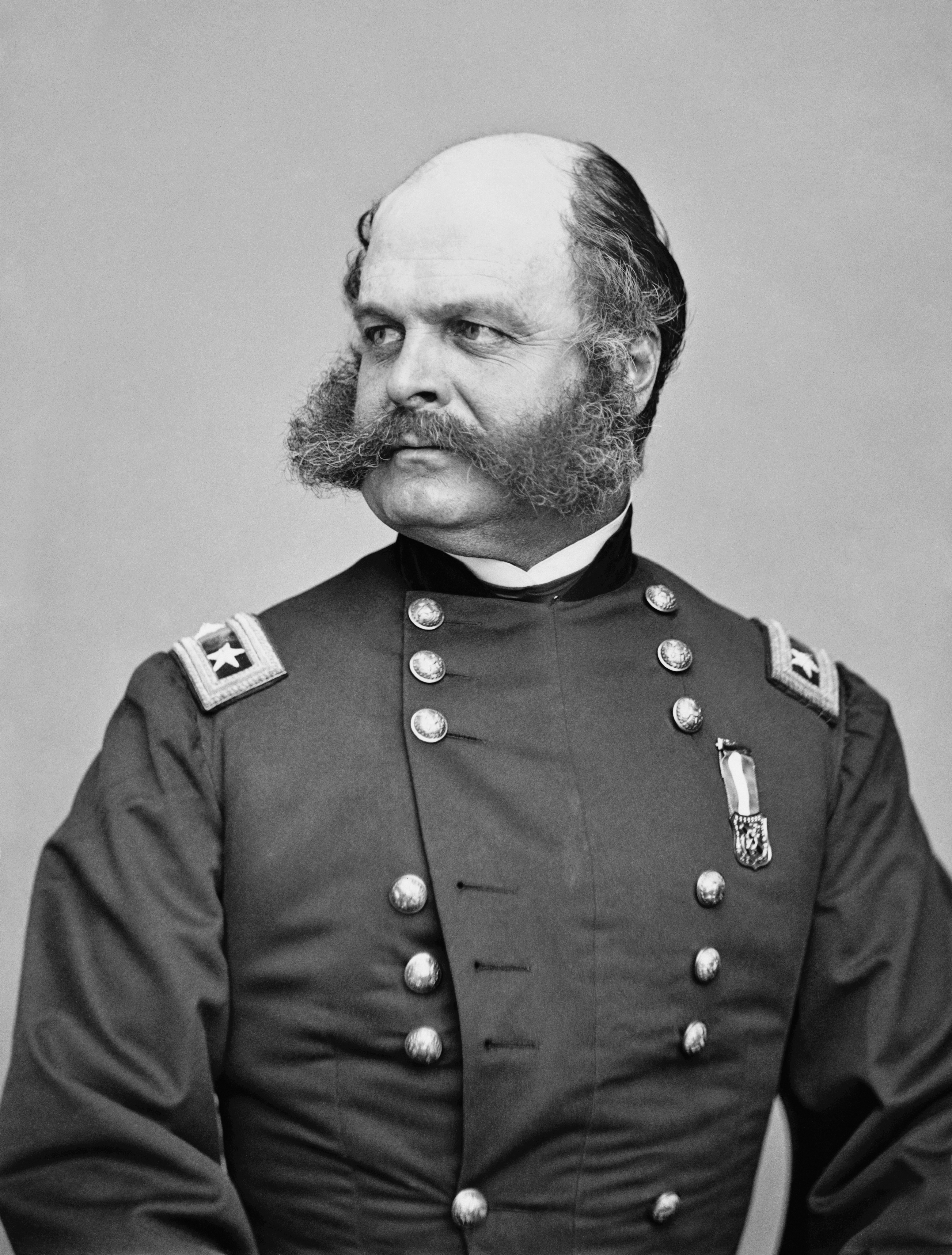
Generalmajor Ambrose Burnside, KG IX. Korps
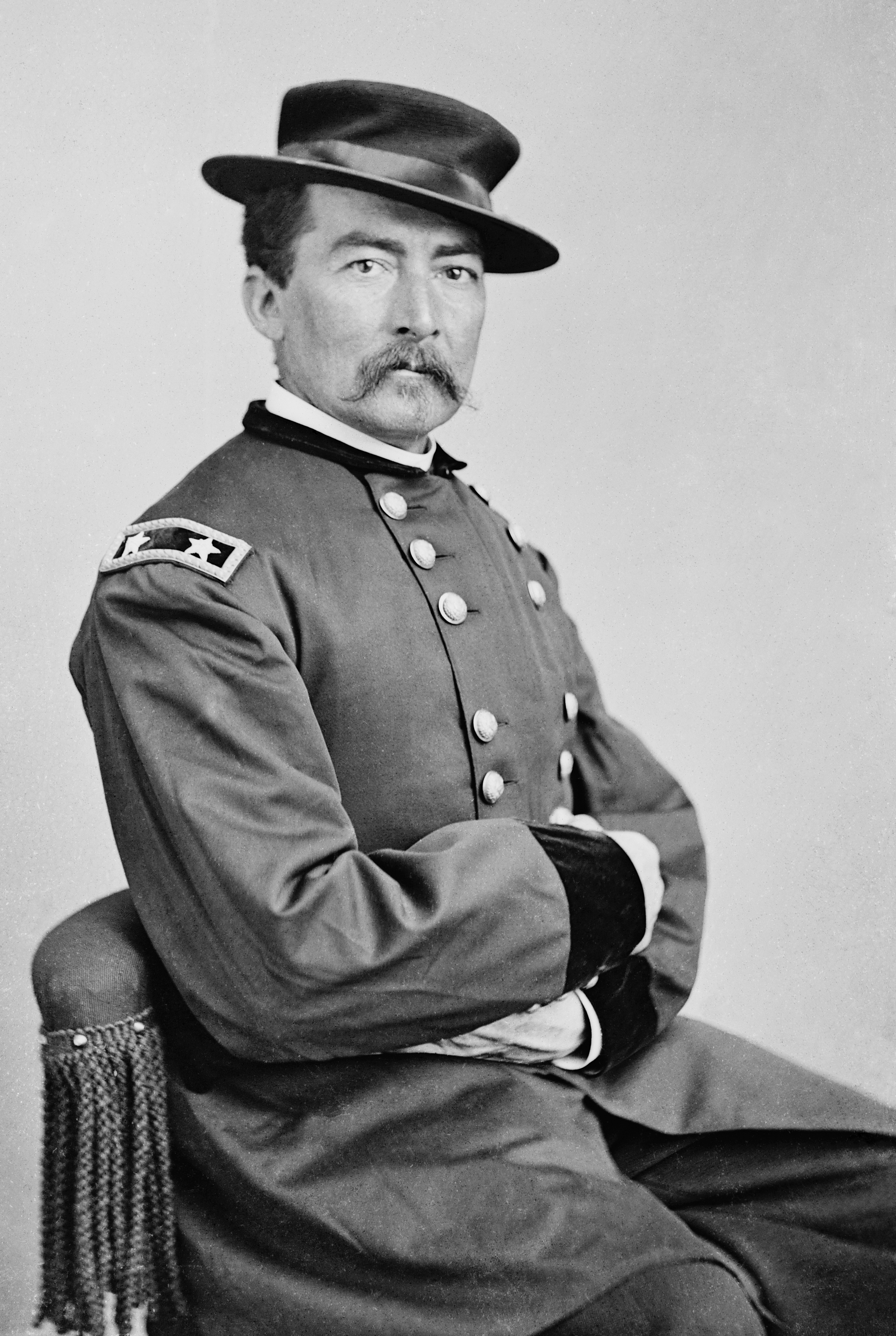
Generalmajor Philip Henry Sheridan, KG Kavallerie-Korps
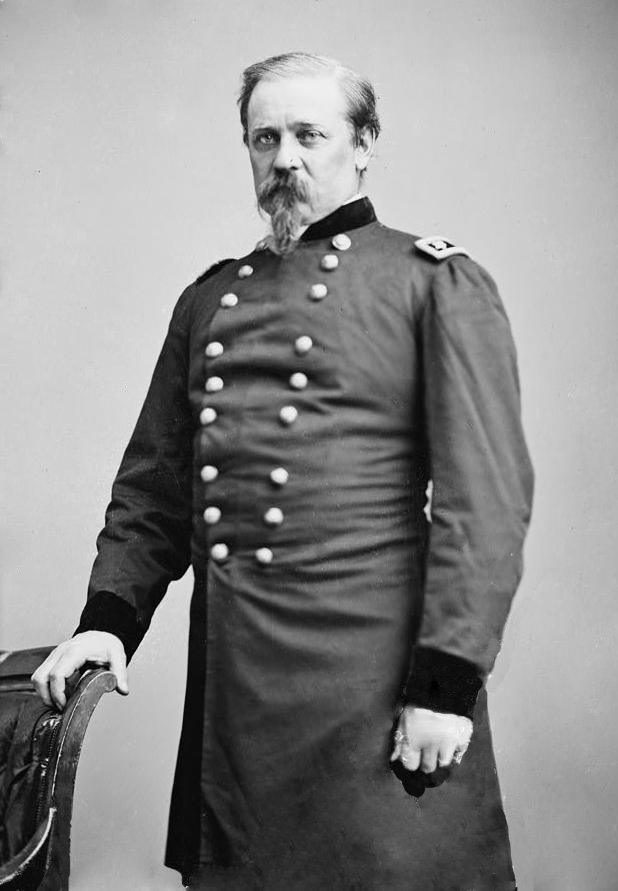
Generalmajor William “Baldy” Smith, KG XVIII. Korps

### Nord-Virginia-Armee
Die Nord-Virginia-Armee bestand aus drei Infanterie- und einem Kavallerie-Korps. Im Laufe des Feldzuges wurde sie durch Truppen aus den benachbarten Wehrbereichen „West Virginia“ und „North Carolina und Süd-Virginia“ verstärkt.

Kommandierende Generale
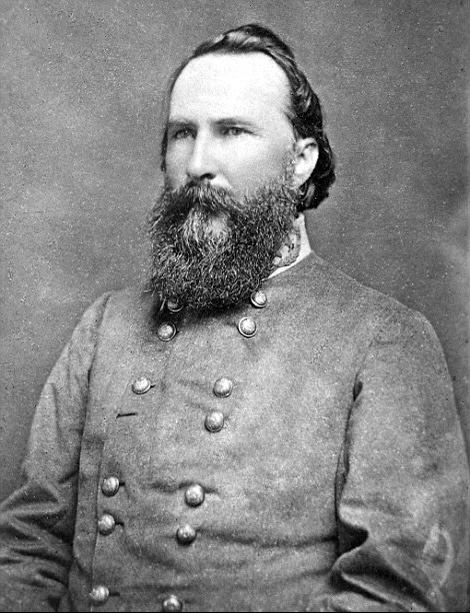
Generalleutnant James Longstreet, KG I. Korps
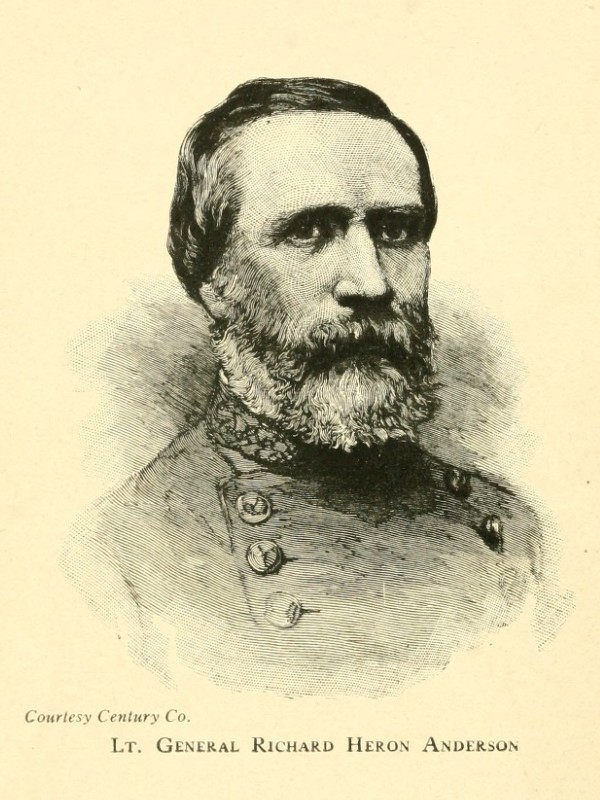
Generalmajor Richard Heron Anderson, KG I. Korps
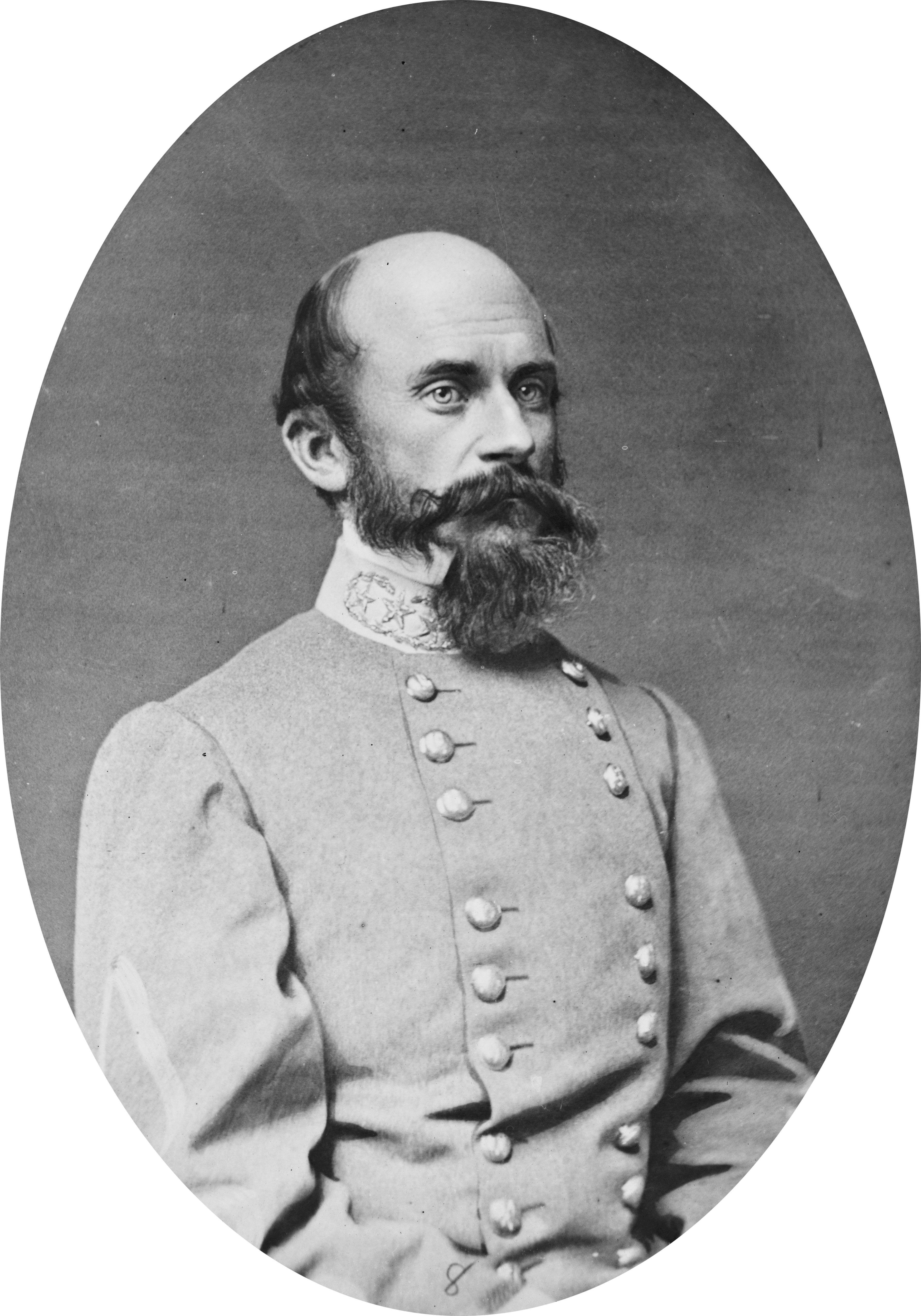
Generalleutnant Richard S. Ewell, KG II. Korps
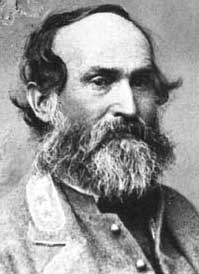
Generalmajor Jubal A. Early, KG II. Korps
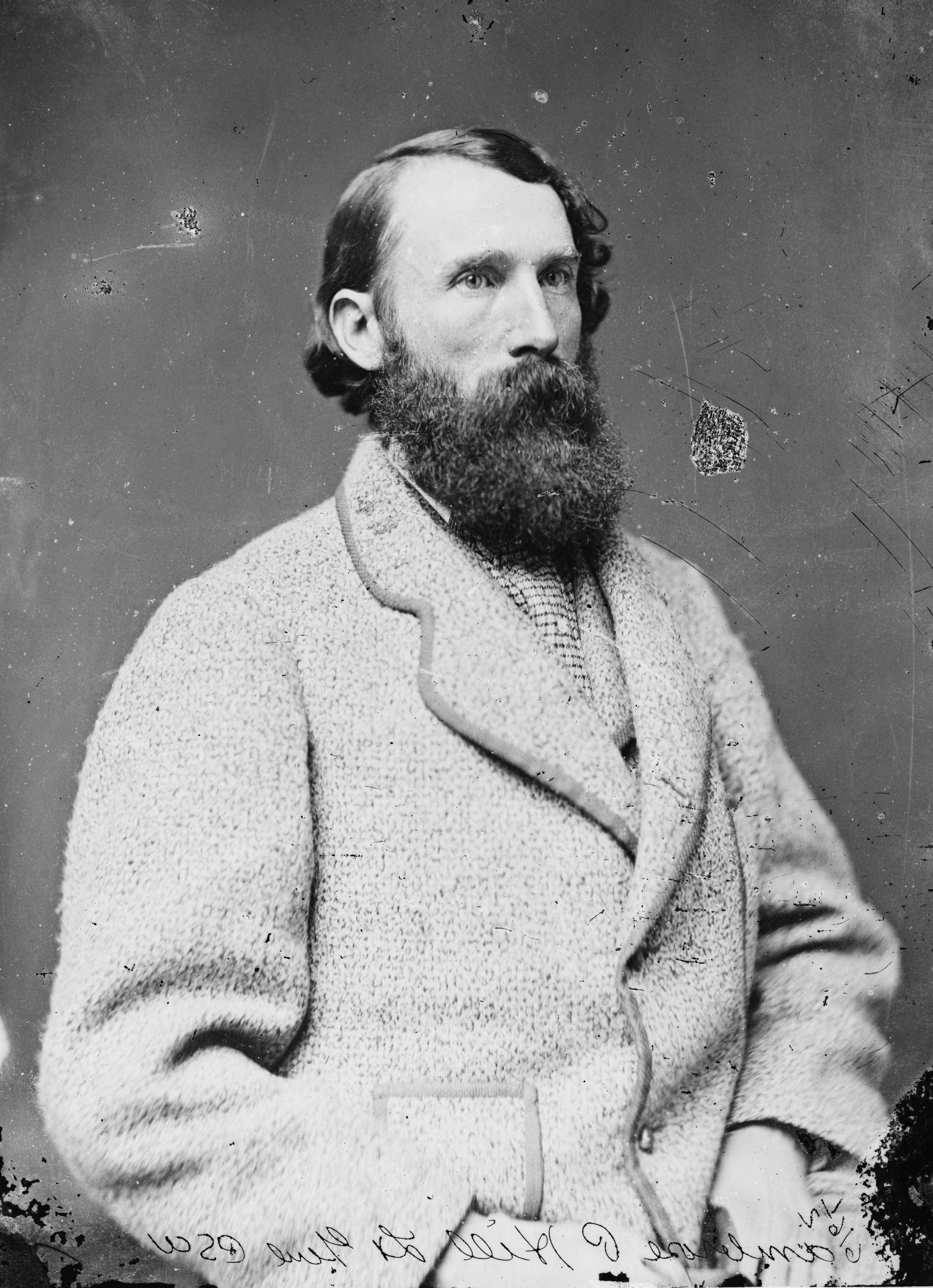
Generalleutnant A.P. Hill, KG III. Korps
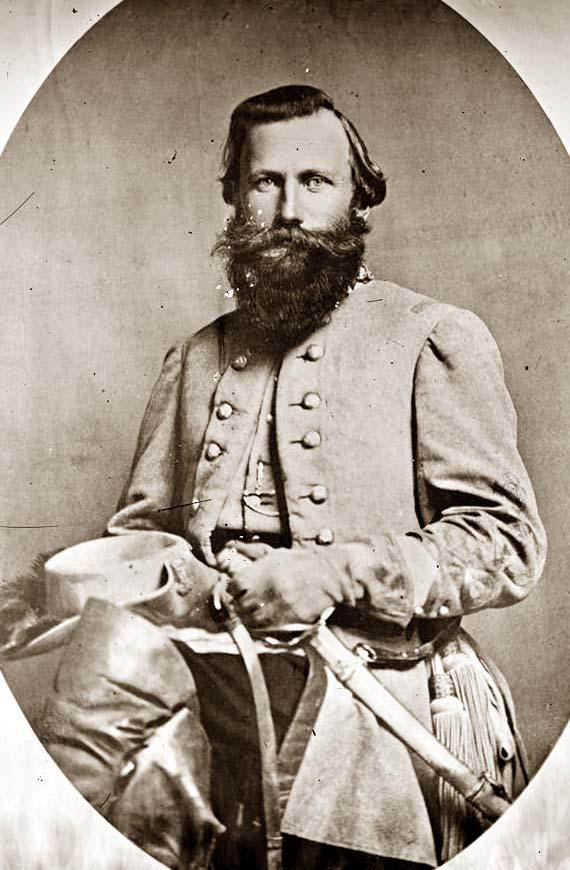
Generalmajor J.E.B Stuart, KG Kavallerie-Korps
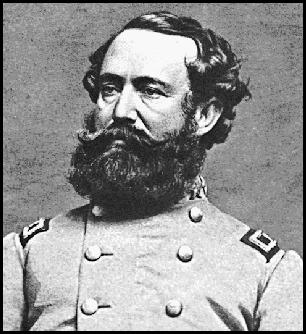
Generalmajor Wade Hampton, KG Kavallerie-Korps

## Schlachten

### Wilderness (5.–6. Mai 1864)
→ Hauptartikel: Schlacht in der Wilderness

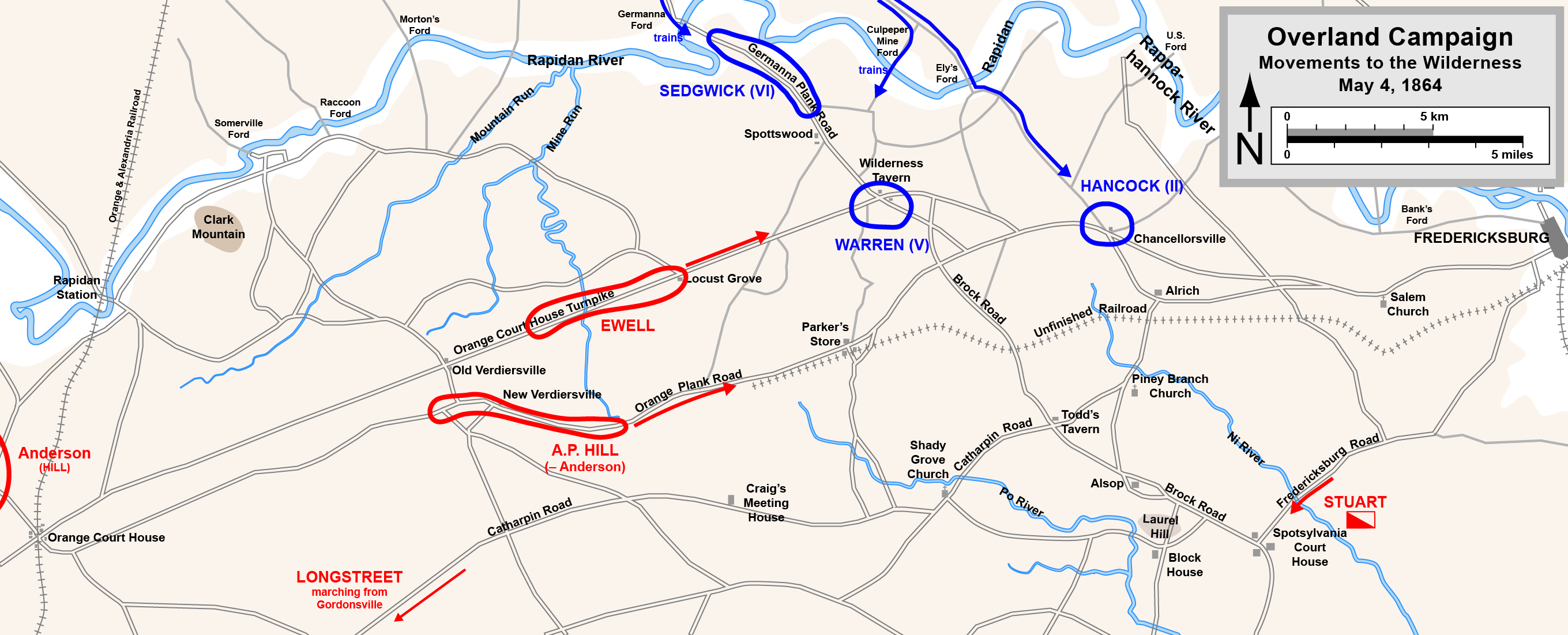
Anmarsch zum Schlachtfeldrot: konföderierte Truppen
blau: Unionstruppen

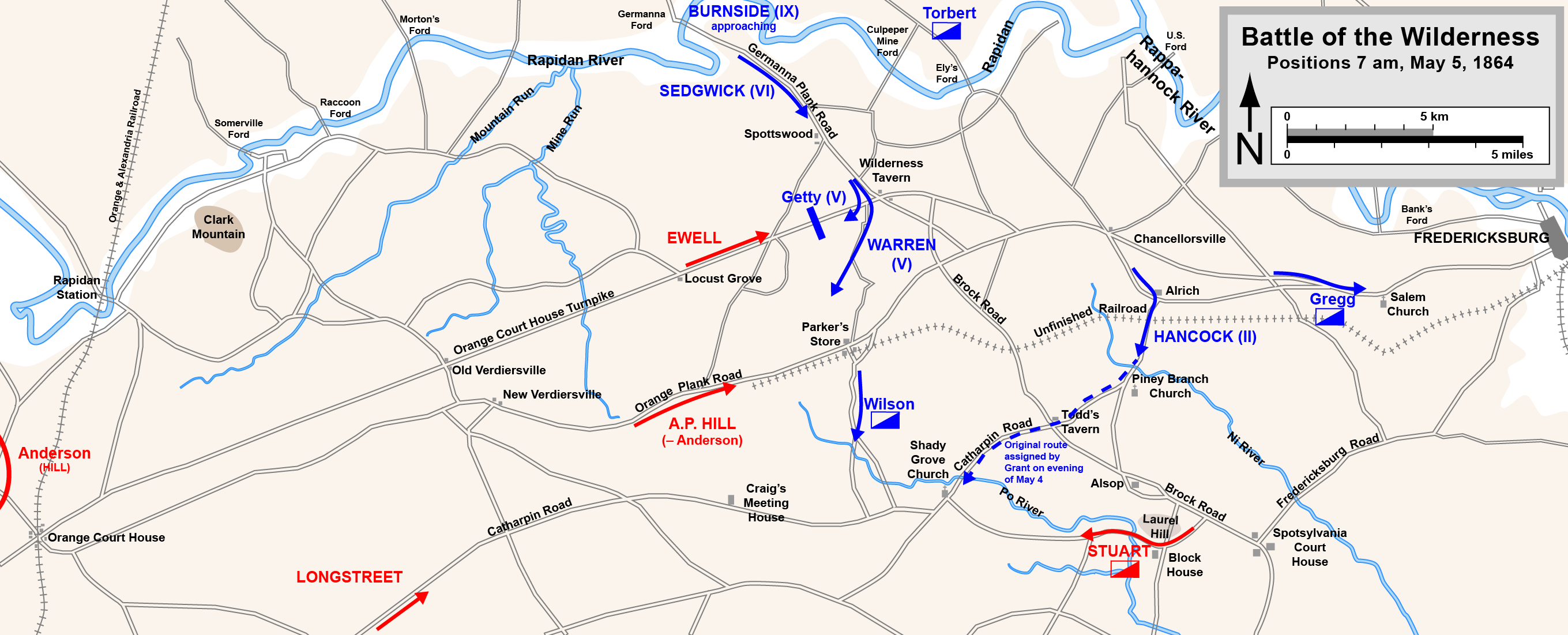
Beginn der Schlacht am 5. Mai 1864 05:00 Uhrrot: konföderierte Truppen
blau: Unionstruppen

Die Potomac-Armee begann am 4. Mai 1864 um 00:00 Uhr den Rapidan an den Germanna und Ely’s-Furten mit dem V. und II. Korps zu überqueren. Grant hoffte durch das überraschende Überqueren des Flusses das anschließende, für die Unionstruppen ungünstige Gelände der Wilderness schnell überwinden zu können, um Lee danach in einem geeigneteren Gelände südlich davon zu einer Entscheidungsschlacht zu zwingen.
Lee entschied sich dazu, die Potomac-Armee nicht während des Flussübergangs, sondern in ihrer Flanke während des Marsches durch die Wilderness anzugreifen.
Am 5. Mai griffen die zwei verfügbaren Korps der Nord-Virginia-Armee an. Im Laufe des Tages gelang es Meade zwei Drittel der Potomac-Armee gegen 40.000 Konföderierte einzusetzen. Allerdings konnte Meade seine Überlegenheit in dem mit dichtem Unterholz bewachsenen Gelände nicht zur Geltung bringen. Die Kampfhandlungen wogten hin und her und es gelang der Potomac-Armee zwei für den Marsch nach Süden wichtige Kreuzungen zu halten. Am Abend hatte sie schließlich eine Position erreicht, von der aus sie die rechte Flanke der Nord-Virginia-Armee angreifen konnte.
Bei beiden Armeen sollte der Angriff in der Morgendämmerung des 6. Mai beginnen; Meade griff jedoch zuerst an. Hancocks II. Korps gelang ein ungefähr 1600 Meter tiefer Einbruch in die Stellungen von A.P. Hills III. Korps. Lee persönlich wollte die teilweise fliehenden Soldaten sammeln und zum Gegenangriff führen, als die erste Division aus Longstreets Korps das Schlachtfeld erreichte und Hancocks Truppen auf die Ausgangsstellungen zurückwarf. Longstreet gelang es sogar, Hancocks Korps in der Flanke anzugreifen. Dabei wurde er von eigenem Feuer schwer verletzt und das Momentum des Angriffs ging verloren. Im Norden gelang es der Nord-Virginia-Armee ebenfalls die Potomac-Armee in der Flanke anzugreifen und ungefähr 1600 m nach Osten zurückzuwerfen.
Die Verluste der Potomac-Armee betrugen 17.666, die der Nord-Virginia-Armee ungefähr 7.000 Soldaten innerhalb zweier Tage. Noch im vorherigen Jahr wären die Oberbefehlshaber beider Armeen nach solchen Verlusten hinter den nächsten Fluss ausgewichen – Grant hatte jedoch dem Präsidenten versprochen: „Was immer geschieht, es gibt kein zurück.“. Als am 7. Mai die Armeen nur noch Gefechtsaufklärung durchführten, hatte Grant bereits entschieden, die Ortschaft Spotsylvania Court House zu besetzen, dort die Nord-Virginia-Armee in deren rechter Flanke anzugreifen und Lee zur Schlacht zu zwingen.

### Spotsylvania Court House (8.–21. Mai 1864)
→ Hauptartikel: Schlacht bei Spotsylvania Court House

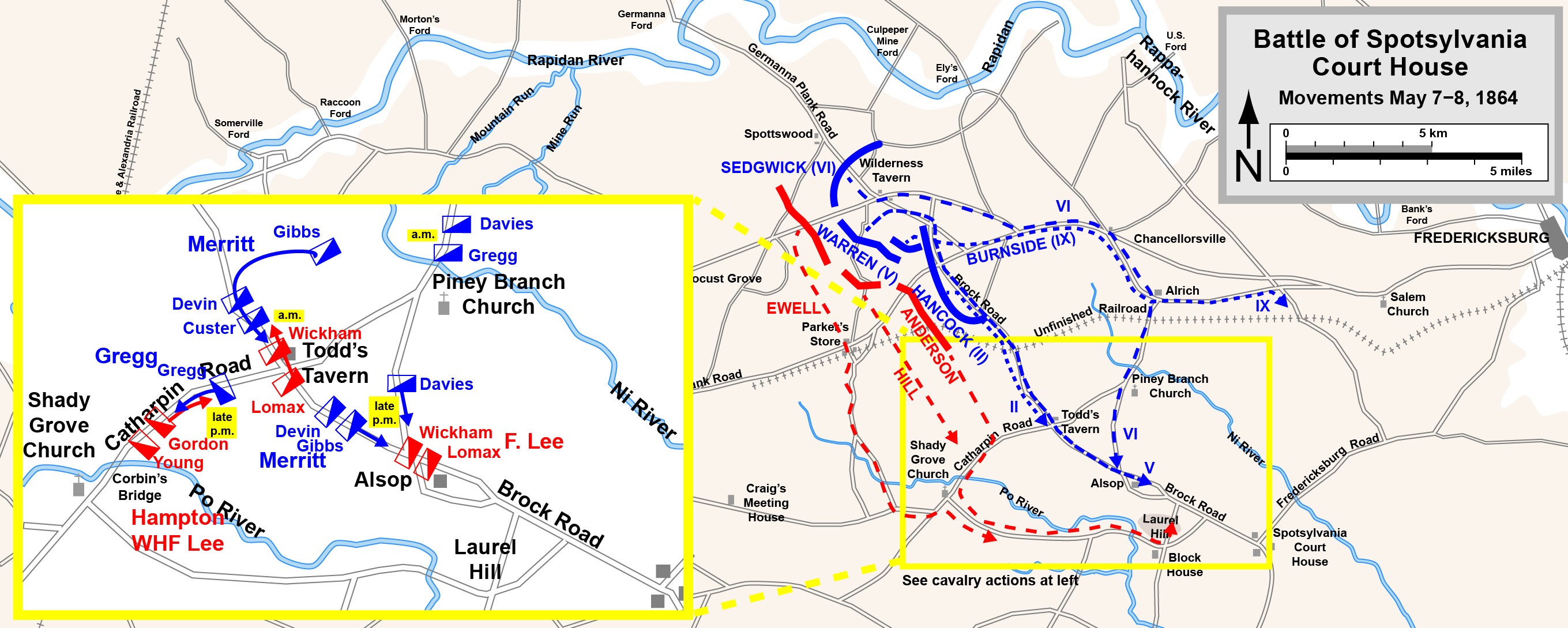
Marschbewegungen nach Spotsylvaniarot: konföderierte Truppen
blau: Unionstruppen

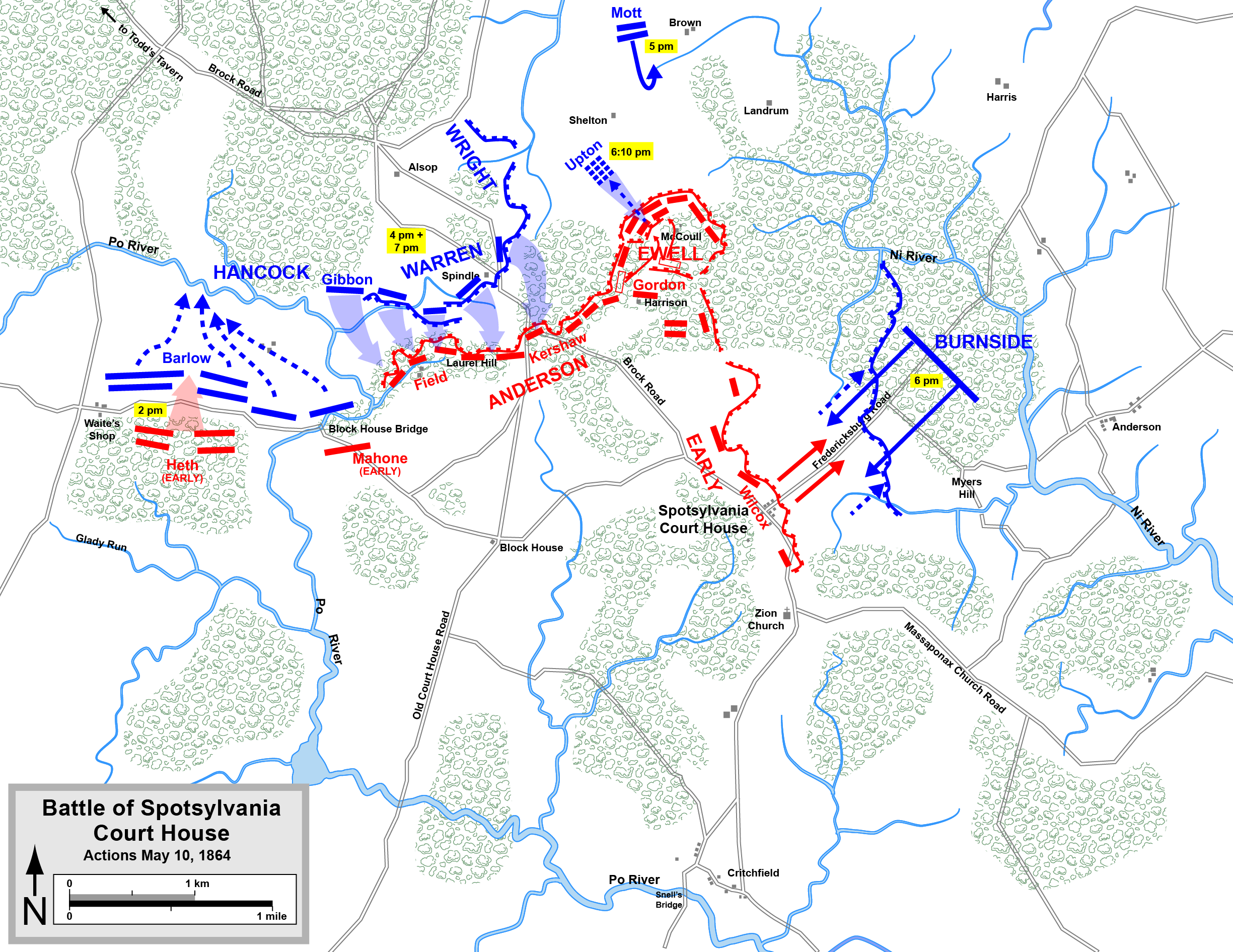
Angriff der Potomac-Armee am 10. Mai 1864rot: konföderierte Truppen
blau: Unionstruppen

Lee hatte die Absicht Grants erkannt. Er führte die Nord-Virginia-Armee in Stellungen bei Spotsylvania Court House und vereitelte den Plan. Die Potomac-Armee musste wieder frontal gegen die Stellungen der Südstaatler angreifen.
Das vorne marschierende II. Korps wurde durch konföderierte Kavallerie aufgehalten, so dass die Spitzen der Potomac-Armee auf eingegrabene Südstaatler trafen. Der Angriff des V. Korps der Potomac-Armee wurde vom I. Korps abgewehrt, dass nach der Verwundung Longstreets von Generalmajor Anderson geführt wurde. Zwei Divisionen aus Generalmajor Earlys III. Korps gelang es, das II. Korps der Potomac-Armee angriffsweise zurückzuwerfen. Ein großer Verlust der Potomac-Armee war an diesen ersten Tagen der Tod Generalmajor Sedgwicks, einem der angesehensten Truppenführer der Union. Grant führte das IX. Korps in die Schlacht ein, mit dem Auftrag, die Nord-Virginia-Armee links zu überflügeln. Lee stellte dieser Absicht das III. Korps auf seinem rechten Flügel entgegen. Dabei entstand ein Frontbogen, der sogenannte “Mule Shoe”. Am Abend des 10. Mai gelang der Brigade Oberst Emory Uptons ein tiefer Einbruch in die Feldbefestigungen der Konföderierten im Mule Shoe. Da jedoch keine Verstärkungen eintrafen, musste die Brigade die konföderierten Feldbefestigungen aufgeben.

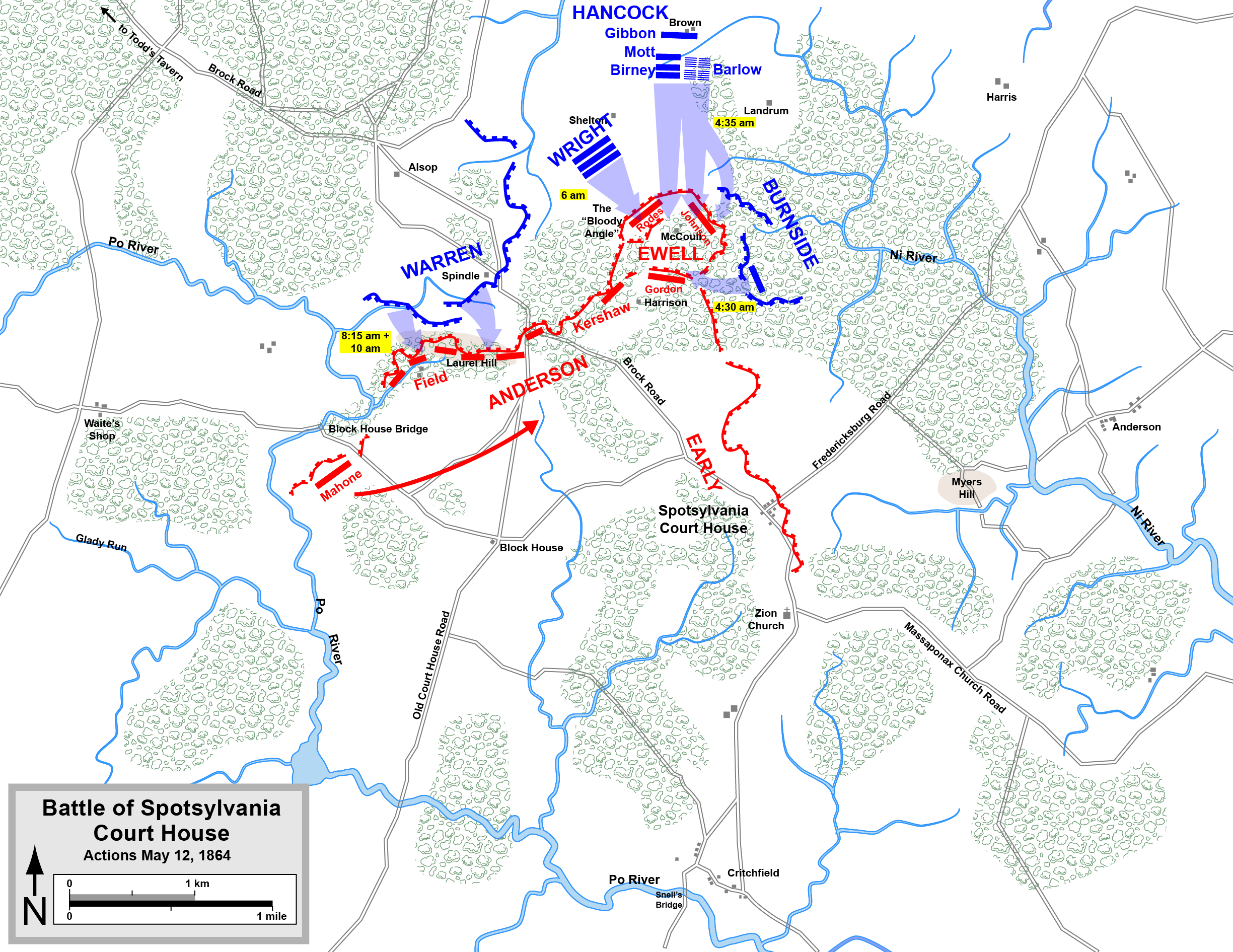
Angriff der Potomac-Armee am 12. Mai 1864rot: konföderierte Truppen
blau: Unionstruppen

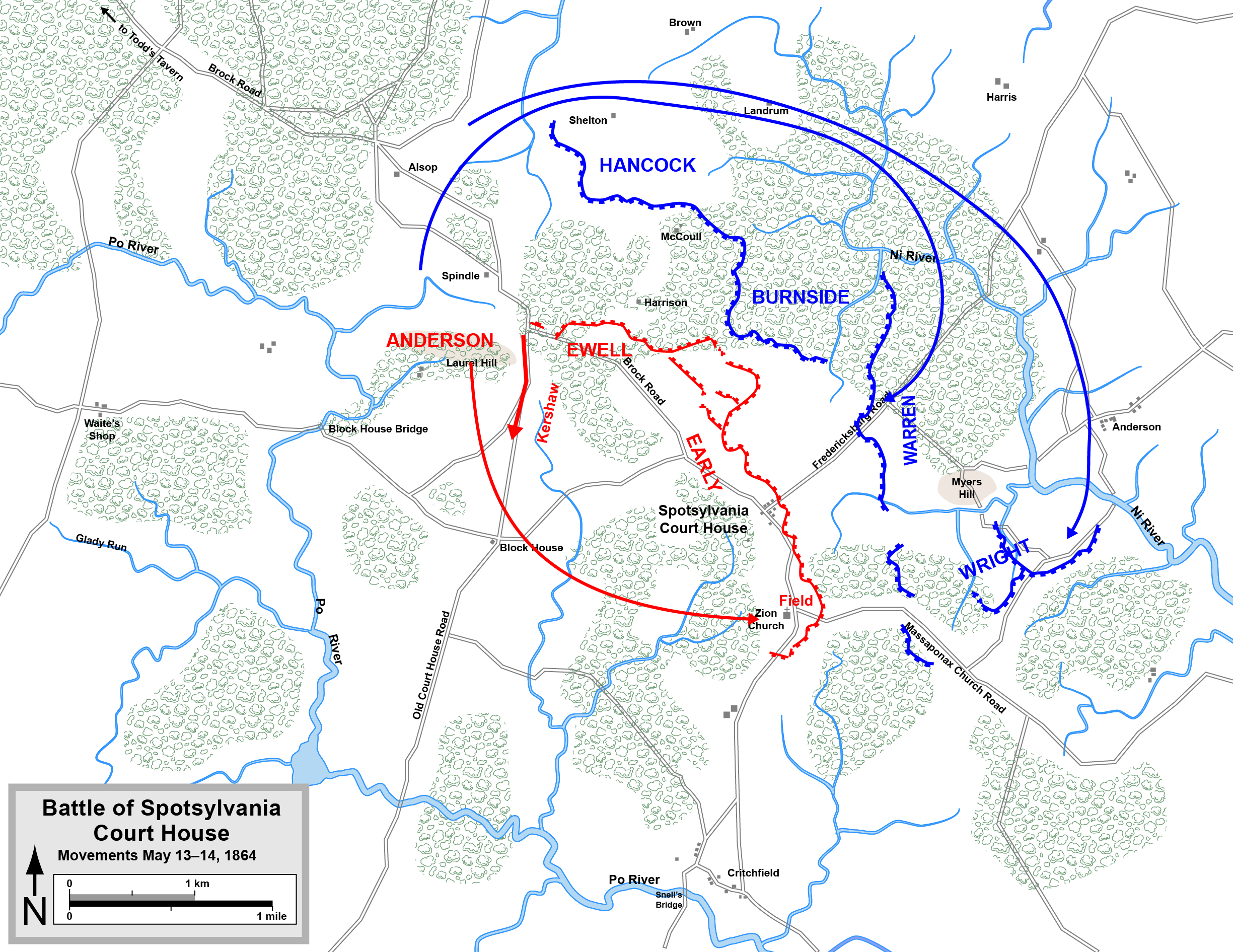
Bewegungen der Potomac-Armee am 13. Mai 1864rot: konföderierte Truppen
blau: Unionstruppen

Da der Angriff Uptons so erfolgversprechend war, entschieden sich Grant und Meade, am 12. Mai ähnlich mit dem II. Korps die Konföderierten in der Spitze des Mule Shoes anzugreifen und die Nord-Virginia-Armee so in zwei Teile zu spalten. Wegen einer fehlerhaften Lagebeurteilung Lees war der Angriff erfolgreich und konnte von den Konföderierten erst durch eine Reservedivision, die Lee persönlich führte, aufgehalten werden. Die Soldaten des II. Korps besetzten nun die ehemaligen vorderen Feldbefestigungen der Konföderierten. Die Angriffe auf die Flügel der Nord-Virginia-Armee blieben erfolglos. Meade befahl dem VI. Korps, nun unter der Führung Brigadegeneral Wrights, rechts von Hancocks II. Korps anzugreifen. Dort entwickelten sich die heftigsten Kämpfe der Schlacht im sogenannten “Bloody Angle”.
In den folgenden Tagen versuchte Grant immer wieder, die Nord-Virginia-Armee in deren Flanken anzugreifen. Da Regen die Geschwindigkeit der Marschbewegungen verringerte, gelang es den Konföderierten, die Angriffe rechtzeitig abzuwehren. Grant wurde klar, dass die Potomac-Armee durch solche Angriffe die Nord-Virginia-Armee nicht aus den Stellungen bei Spotsylvania werfen konnte. Deshalb brach er die Schlacht ab, um einen Eisenbahnknotenpunkt am North Anna River zu erobern und so die Logistik der Nord-Virginia-Armee nachhaltig zu unterbrechen.
Die Verluste vom 5. bis zum 12. Mai betrugen auf Seiten der Union 18.399 und bei den Konföderierten 18.000 Soldaten. Jeweils die Hälfte der Verluste wurde durch Verstärkungen wieder ersetzt. Dabei handelte es sich bei der Union um Rekruten und nicht kampferprobte Heavy Artillery Regimenter aus den Verteidigungsstellungen rund um Washington, die zu Infanteristen wurden. Die konföderierten Verstärkungen bestanden aus Veteranen aus dem Shenandoah-Tal und der Verteidigung von Richmond. Bei der Union kam hinzu, dass die Verpflichtungszeit des ersten dreijährig-freiwilligen Regiments auslief, dem noch weitere 35 Regimenter in den nächsten sechs Wochen folgen sollten.

### Sheridans Raid nach Richmond

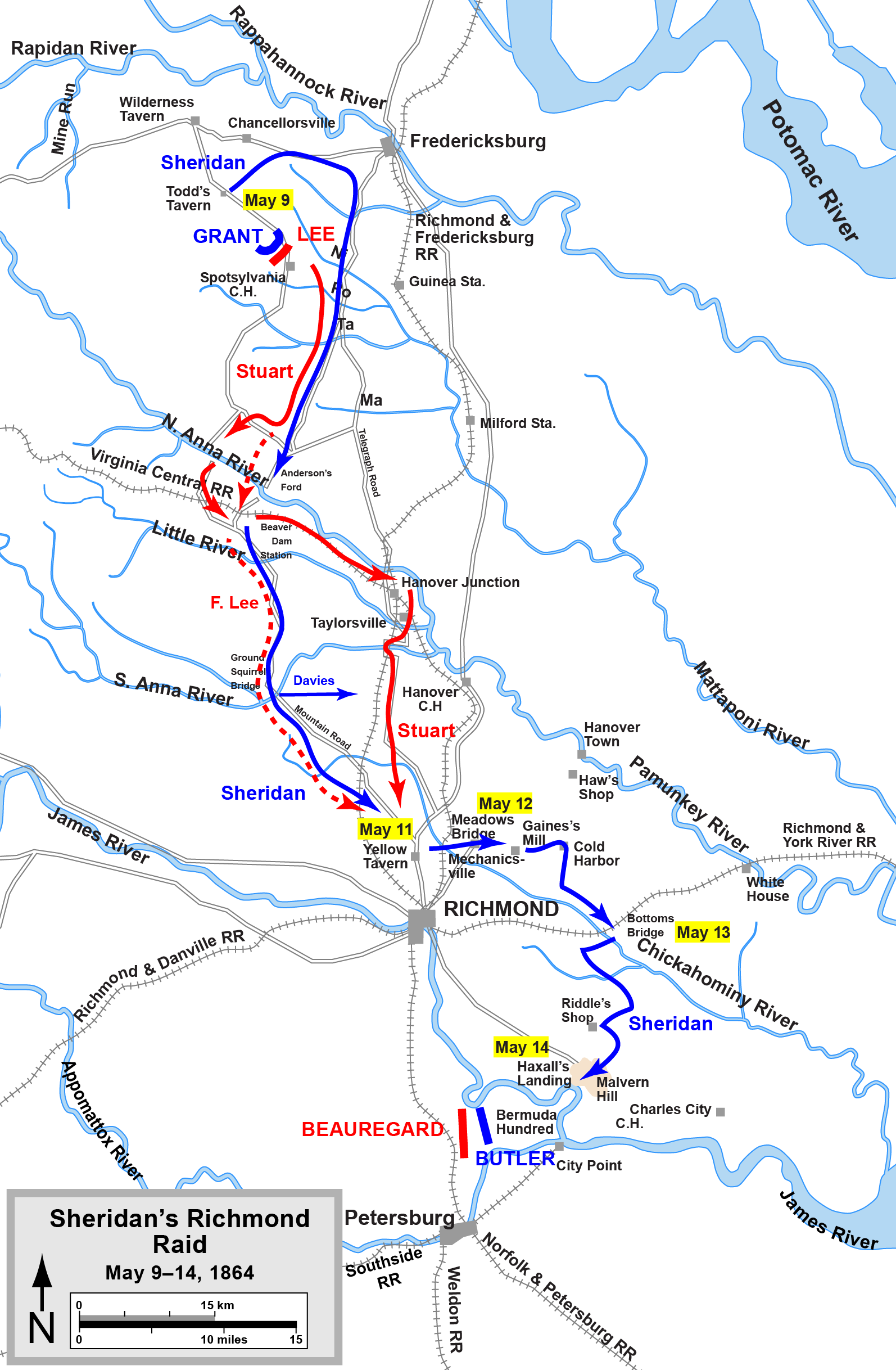
Sheridans Raid nach Richmondrot: konföderierte Truppen
blau: Unionstruppen

Das Kavalleriekorps der Potomac-Armee hatte nach der Schlacht in der Wilderness den Auftrag, den Marsch des V. Korps nach Spotsylvania an den wichtigen Kreuzungen und Straßen zu sichern. Am späten Abend des 7. Mai hatten zwei Divisionen Todd’s Tavern und Torbin’s Bridge erreicht und waren weiter in Richtung Spotsylvania Court House vorangekommen. Unerklärlicherweise ritten sie wieder zurück und übernachteten bei Todd’s Tavern. Der Marsch des V. Korps geriet wegen der deshalb verstopften Straßen ins Stocken. Als Generalmajor Meade spät in der Nacht eintraf, befahl er den beiden Divisionskommandeuren direkt, ihren Auftrag zu erfüllen, ohne den Kommandierenden General des Kavalleriekorps, Generalmajor Sheridan, zu unterrichten. Über dieses Übergehen der Befehlshierarchie kam es anschließend im Armeehauptquartier zu einer heftigen, lautstarken Auseinandersetzung zwischen Meade und Sheridan. Beide beschwerten sich jeweils über den anderen bei Grant, der, vermutlich um weiteren Querelen aus dem Weg zu gehen, Meade empfahl, Sheridan die Durchführung eines Raids zu befehlen.
Yellow Tavern (11. Mai 1864)
Hauptartikel: Schlacht an der Yellow Tavern
Sheridan verließ die Potomac-Armee mit seinem gesamten Korps, ungefähr 10.000 Mann, am 9. Mai 1864. Das Korps demontierte auf dem Marsch nach Südosten Teilstücke der Trasse der Virginia Central Railroad, zerstörte rollendes Material und befreite 400 Kriegsgefangene. Der Kommandierende General des Kavalleriekorps der Nord-Virginia-Armee, Generalmajor Stuart, folgte den Nordstaatlern mit einer Division, ungefähr 4500 Mann. Den Konföderierten gelang es am Morgen des 10. Mai, die wichtige Straßenkreuzung bei dem ehemaligen Gasthaus Yellow Tavern vor den Unionssoldaten zu erreichen und Verteidigungsstellungen anzulegen.
Es entbrannte eine mehrstündige Schlacht, bei der die Verluste der Nordstaatler 625 Soldaten und die der Konföderierten 125 Soldaten und 300 Gefangene betrugen. Der wichtigste Verlust der Konföderierten war jedoch die Verwundung und der anschließende Tod des herausragenden Kavallerieführers J.E.B. Stuart.
Die Führung der konföderierten Kavallerie übernahm Generalmajor Fitzhugh Lee, ein Neffe General Lees. Es gelang ihm nicht, einen Durchbruch von Sheridans Kavallerie nach Süden zu verhindern. Die Nordstaatler erreichten die beeindruckenden Befestigungen nördlich von Richmond. Sheridan war sich sicher, in die Stadt einreiten zu können, aber er glaubte nicht, sie auch erobern und halten zu können. Er entschied sich deshalb nach Osten auszuweichen.
Meadows Bridge (12. Mai 1864)
Um nicht zwischen dem James und dem hochwasserführenden Chickahominy in seiner Bewegungsfreiheit eingeschränkt zu werden, entschied sich Sheridan, den letztgenannten auf der Meadows Bridge zu überqueren und weiter östlich den Fluss erneut in südlicher Richtung zu überqueren. Die Konföderierten hatten die Meadows Bridge enttüchtigt, so dass Eisenbahnverkehr möglich, aber Straßenverkehr unmöglich war. Während der Ertüchtigung mussten sich die Nordstaatler ständiger Angriffe konföderierter Infanterie erwehren. Am Abend des 12. Mai hatte das Kavalleriekorps schließlich das Nordufer erreicht. Die Verluste betrugen 170 Soldaten.
Die nächsten beiden Tage blieben die Nordstaatler unbehelligt und erreichten am Abend des 14. Mai die James-Armee bei Haxall’s Landing. Nach einer viertägigen Versorgungs- und Ruhephase marschierte Sheridan, verzögert durch heftige Regenfälle, nach White House Landing, reparierte dort eine Eisenbahnbrücke über den Pamunkey und erreichte die Potomac-Armee am 24. Mai.

### North Anna (23.–26. Mai 1864)

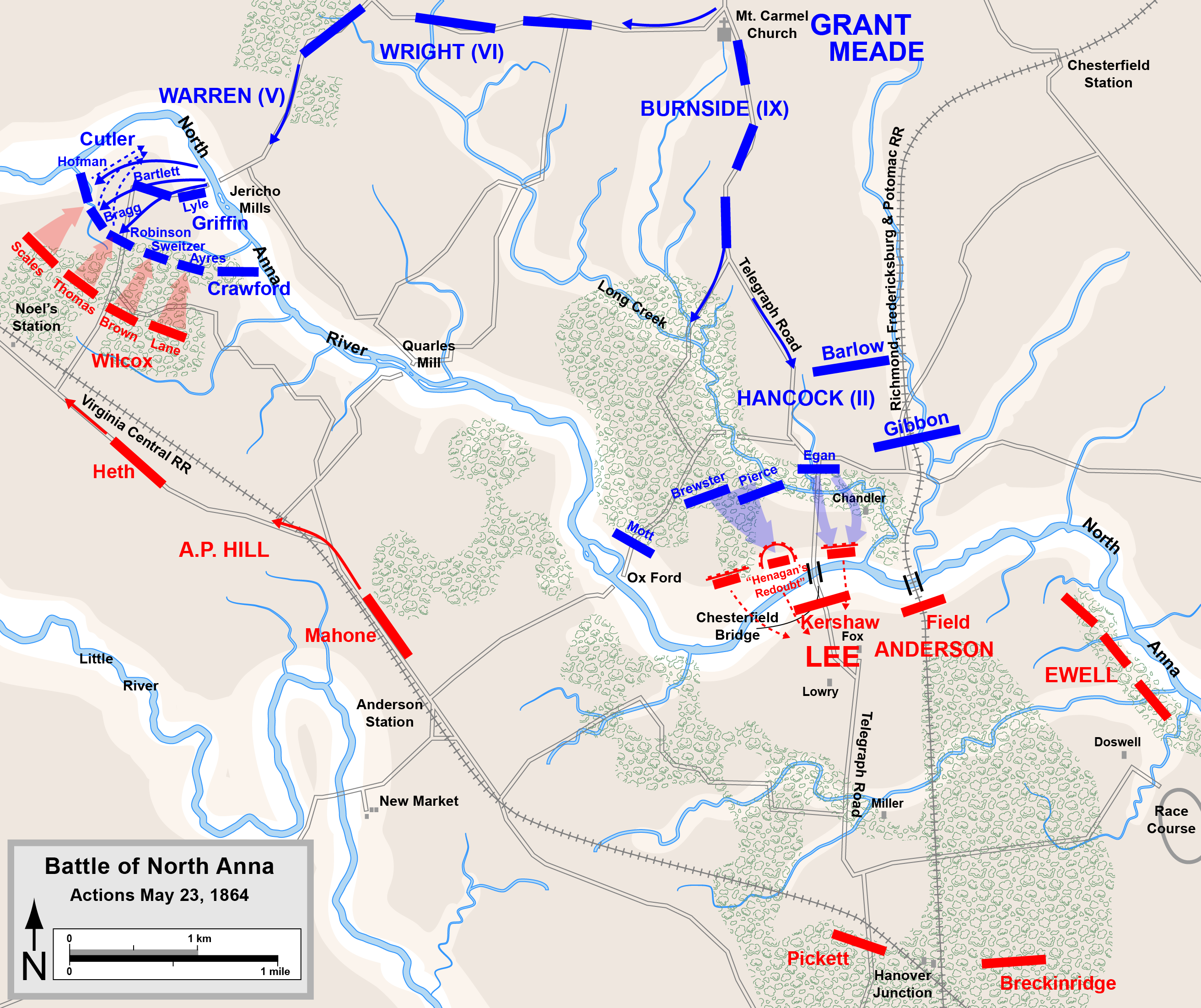
Kämpfe am 23. Mai 1864rot: konföderierte Truppen
blau: Unionstruppen

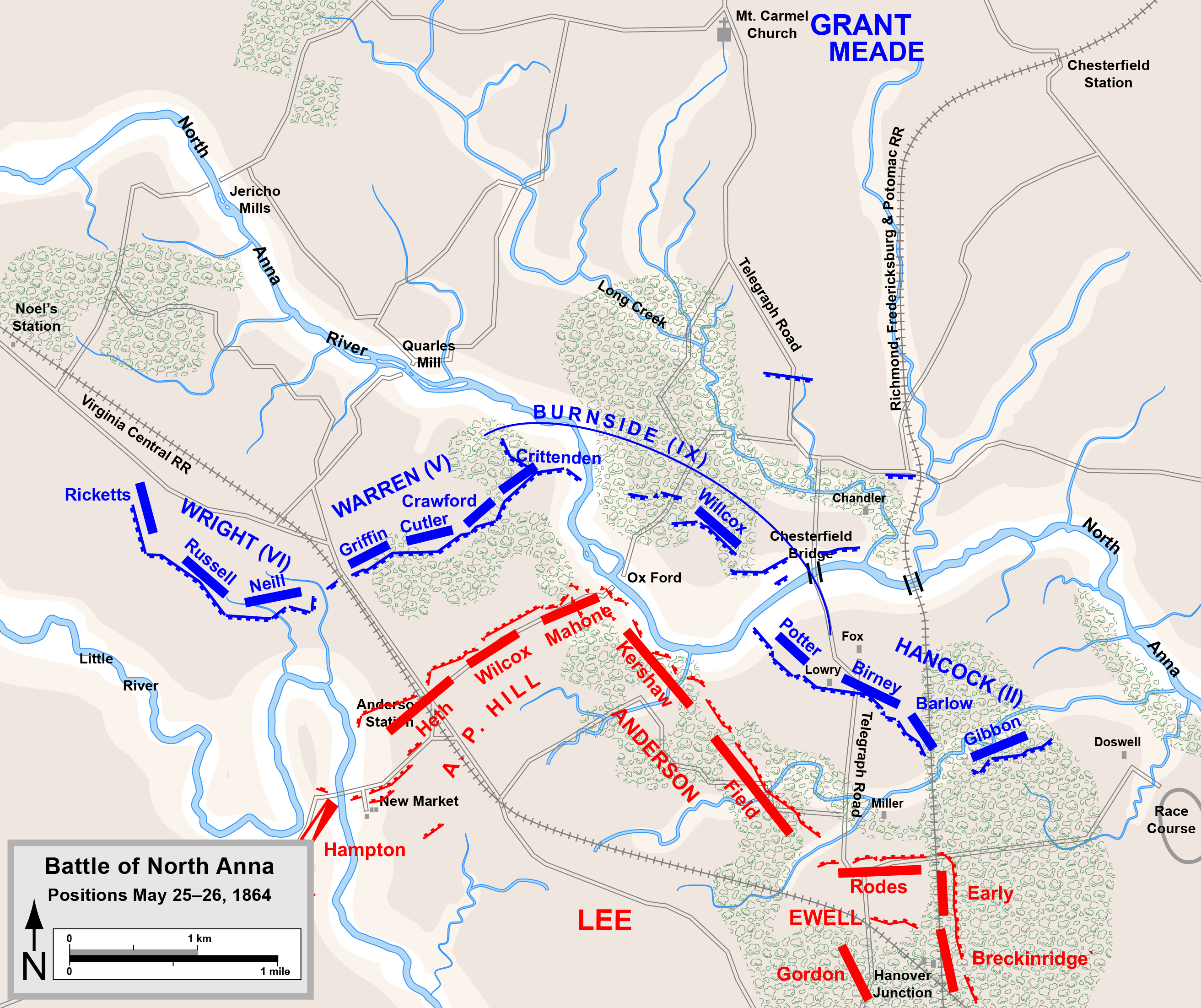
Stellungen am 25. Mai 1864rot: konföderierte Truppen
blau: Unionstruppen

Lee hatte die Truppenbewegungen der Potomac-Armee früh erkannt und verlangsamte den Marsch des nach Südosten marschierenden Korps Hancocks. Der Plan Grants, Lee zu veranlassen, das II. Korps anzugreifen und ihm selbst so die Möglichkeit zu geben, die Nord-Virginia-Armee im offenen Gelände mit der gesamten Potomac-Armee anzugreifen, war gescheitert.
Wegen der kürzeren Marschwege erreichte die Nord-Virginia-Armee die Übergänge über den North Anna vor der Potomac-Armee. Lee erkannte, dass für eine erfolgreiche Verteidigung einzig das Gelände an der Ox Ford geeignet war. Den Unionstruppen gelang am 23. Mai der Übergang nördlich davon. Die Nord-Virginia-Armee hatte Stellungen in einem auf dem Kopf stehenden „V“ angelegt und beabsichtigte nun, die Potomac-Armee durch die Spitze des „V“ in zwei Teile zu spalten. Grant und Meade liefen in diese Falle.
Am 24. Mai unterstellte Grant das IX. Korps der Potomac-Armee. Burnside akzeptierte das, obwohl er rangälter als Meade war. Er griff an der Ox Ford die Feldbefestigungen der Nord-Virginia-Armee erfolglos an. Am Mittag standen jeweils zwei Unions-Korps an den Schenkeln des „V“; Lee hatte die Potomac-Armee dort, wo er sie angreifen wollte. Zu diesem Zeitpunkt war Lee schwer an Diarrhoe erkrankt, teilweise deliriös. Er hatte kein Vertrauen zu seinen Kommandierenden Generalen – Anderson war zu unerfahren, Ewell zu unentschlossen und ebenfalls an Diarrhoe erkrankt und Hill war krank und abwesend; er selbst war nicht im Stande den Angriff zu führen. Die Gelegenheit ging vorbei. Am späten Abend unterbanden Grant und Meade sämtliche Bewegungen und die Potomac-Armee grub sich ebenfalls ein. Allerdings nutzte Lee die Gelegenheit, den ihm zu wenig aggressiv und selbstständig agierenden Ewell durch Jubal A. Early zu ersetzen.
Am 25. Mai hatten die Unions-Korps die Feldbefestigungen soweit ausgebaut, dass sie sicher waren, Angriffe der Konföderierten abwehren zu können. Bis zum 26. Mai verblieb die Potomac-Armee in den Feldbefestigungen, als Grant sich entschied, die Nord-Virginia-Armee erneut im Osten zu umgehen.

### Wilsons Wharf (24. Mai 1864)
Als die James-Armee am 5. Mai zum Angriff antrat, ließ Generalmajor Butler zur Sicherung seiner Versorgungswege Forts anlegen. Das bei Wilson’s Wharf – ungefähr 35 km südlich von Richmond auf dem Nordufer des James gelegen – wurde von zwei Regimentern der United States Coloured Troops bemannt. Die Regimenter setzten sich auch aus geflohenen und befreiten ehemaligen Sklaven zusammen. Als ein für seine Grausamkeit bekannter Pflanzer gefangen genommen worden war, wurde er mit Billigung des weißen Brigadekommandeurs an einen Baum gefesselt und von einigen seiner ehemaligen Sklaven ausgepeitscht. Dieser Vorfall brachte die Presse in Richmond auf, die von Präsident Jefferson Davis forderte, gegen solche Aktionen vorzugehen.
Obwohl die Besatzung des Forts keine Bedrohung für Richmond darstellte und General Lee zur Abwehr der Potomac-Armee alle Kräfte benötigte, beauftragte der militärische Berater des Präsidenten – General Braxton Bragg – Generalmajor Fitzhugh Lee nach Wilson’s Wharf zu reiten, „das Nest auszuheben und ihr unzivilisiertes Vorgehen zu beenden“. Lees Division marschierte am 23. Mai gegen 16:00 Uhr ab und erreichte nach 60 Kilometern Marsch gegen 11:00 Uhr des nächsten Tages die gut ausgebauten Stellungen der Nordstaatler bei Wilson’s Wharf.
Nach einer erfolglosen Kapitulationsaufforderung griff Lee das Fort an, da ihm ein Abzug von einer von Schwarzen verteidigten Stellung undenkbar erschien. Der Angriff blieb erfolglos und gegen 16:00 Uhr wich Lee aus und marschierte zur Nord-Virginia-Armee zurück, die er am 25. Mai erreichte.
Die Verluste der Konföderierten betrugen ungefähr 200 Soldaten, die der Union eine „Handvoll“. Einige afro-amerikanische Soldaten wurden gefangen genommen, einige von diesen erschossen, einer seinem ehemaligen Besitzer zurückgegeben. Die Bedeutung dieses Gefechts liegt darin, dass afro-amerikanische Soldaten sich zum ersten Mal gegen überlegene angreifende Südstaatler erfolgreich verteidigt hatten, während die Konföderation diese Niederlage nur gegen eine überwältigende Übermacht von Unionstruppen, denen einige Schwarze angehörten, eingestand.

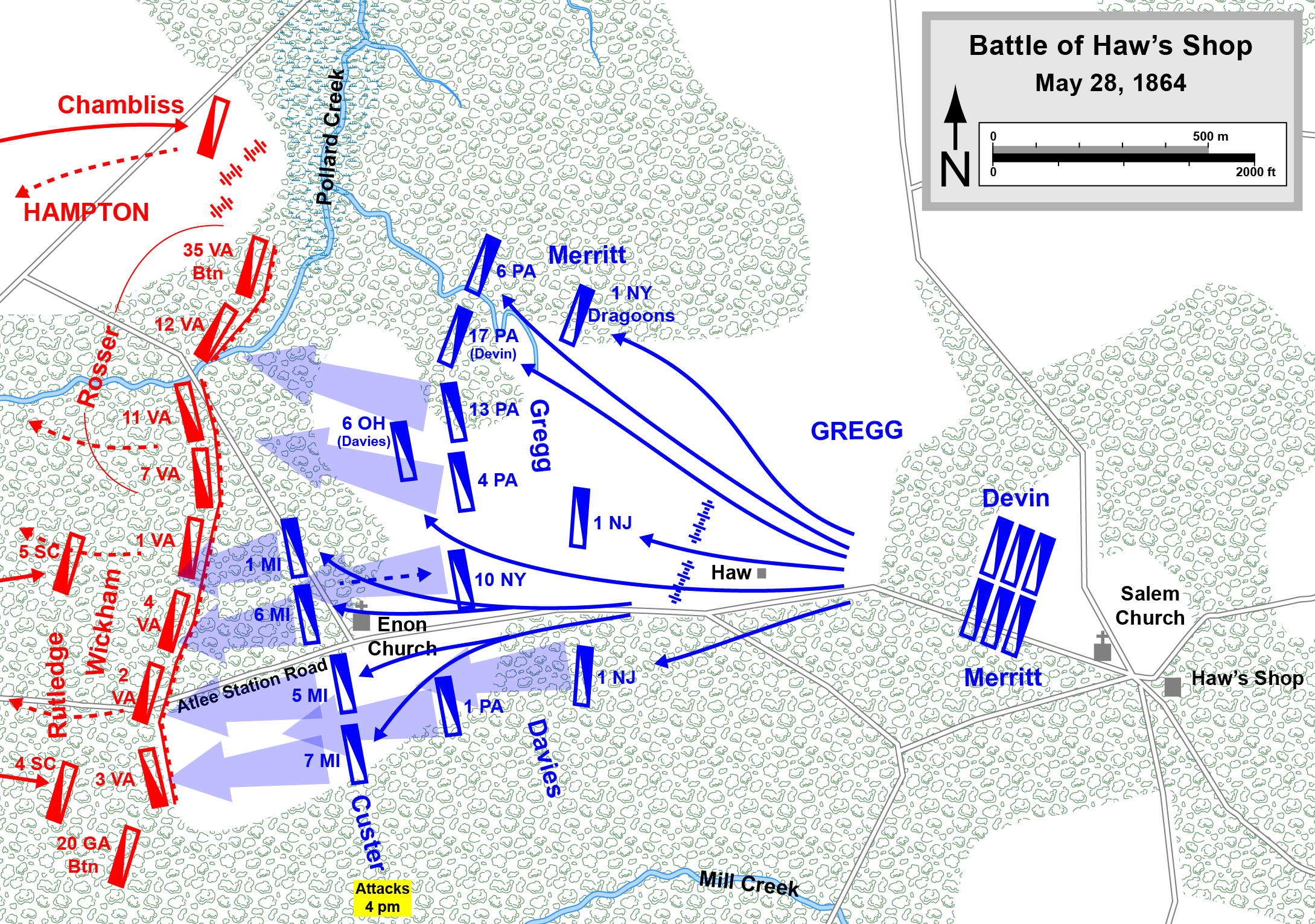
Schlacht bei Haws Shoprot: konföderierte Truppen
blau: Unionstruppen

### Haws Shop (28. Mai 1864)
Lee beauftragte eine Kavalleriedivision, durch gewaltsame Aufklärung die Absicht der Potomac-Armee herauszufinden. Am Morgen des 28. Mai traf die Division Wade Hamptons bei einer Straßenkreuzung in der Nähe der Überreste einer Ansiedlung namens Haw’s Shop auf die 2. US-Kavallerie-Division unter Generalmajor David Gregg. Mehrere Stunden wogte die Schlacht hin und her, bis Brigadegeneral Custers Kavalleriebrigade eintraf und die Konföderierten zunächst planmäßig auswichen, später jedoch flohen. Die Schlacht war die längste Kavallerieschlacht nach der Schlacht bei Brandy Station. Der entscheidende Unterschied zu früher geschlagenen Reiterschlachten auf dem östlichen Kriegsschauplatz war jedoch ihre Durchführung: Die Kavalleristen kämpften wie die Infanterie abgesessen und aus Feldbefestigungen. Die Verluste waren hoch: Die Union verlor 365, die Konföderation 378 Soldaten.
Die Schlacht an sich war ein taktischer Sieg der Union, da jedoch die Unionskavallerie die Konföderierten nicht verfolgte, konnte die Lage der Stellungen der Konföderierten nicht aufgeklärt werden. Den Konföderierten gelang es andererseits durch die Befragung von Gefangenen, Informationen über die Lage der Stellungen der Potomac-Armee zu gewinnen.
Nach der Schlacht löste das II. Korps der Potomac-Armee die Unionskavallerie in deren Stellungen ab. Die Kavalleriedivision wurde auf den linken Flügel verlegt.

### Totopotomoy Creek (28.–30. Mai 1864)

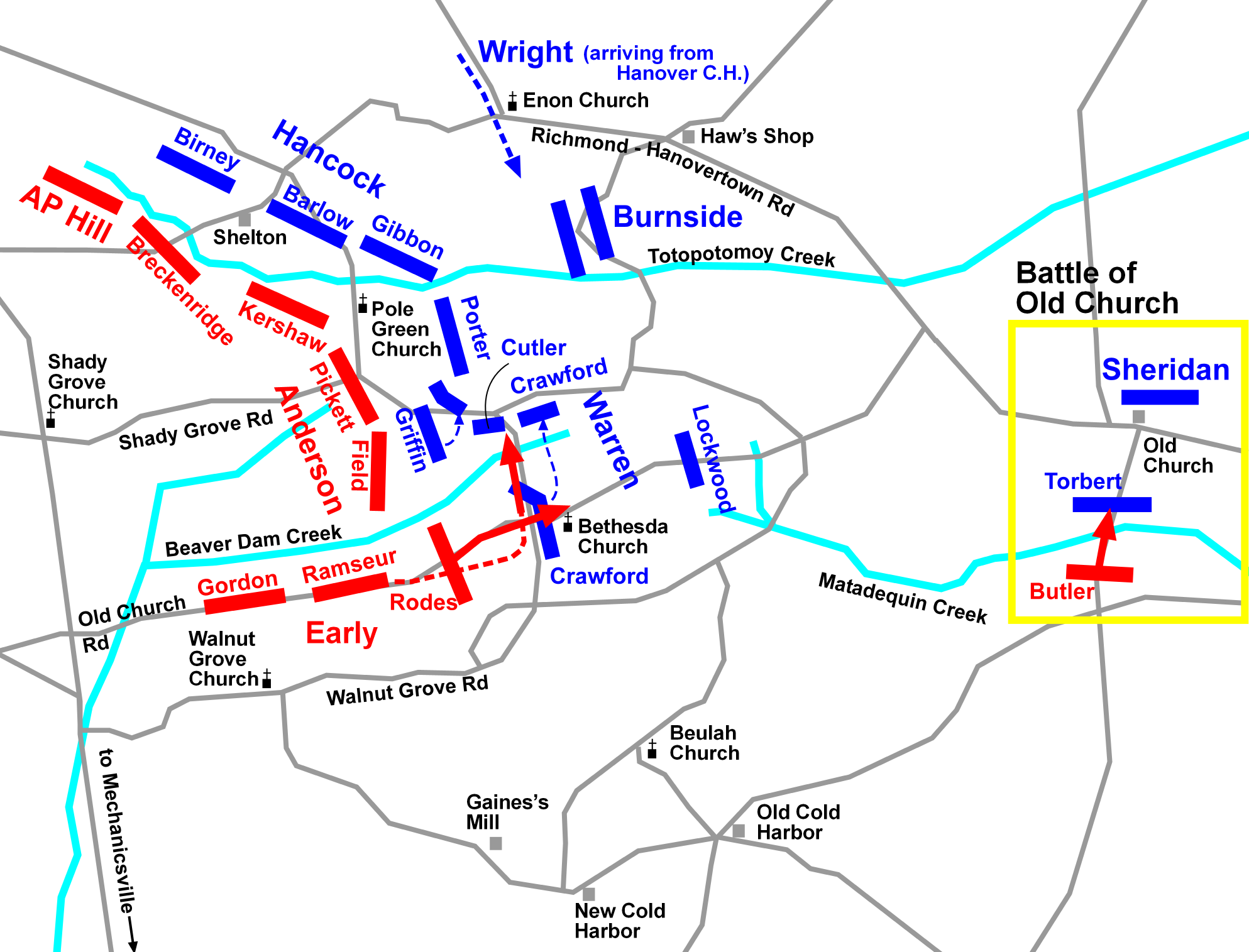
Schlacht am Totopotomoy Creekrot: konföderierte Truppen
blau: Unionstruppen

Am 27. Mai begann die Potomac-Armee mit den Bewegungen zur erneuten Überflügelung der Nord-Virginia-Armee. Dazu marschierten die Korps nördlich des Pamunkey in südöstliche Richtung und überquerten den Fluss bei Hanovertown.
Wieder hatte Lee die Bewegungen der Potomac-Armee erkannt. Das Ziel war ihm jedoch nicht klar. Er positionierte seine Kräfte deshalb so, dass er sowohl eine kleine als auch eine große Umgehungsoperation der Potomac-Armee aus günstigen Gelände abwehren konnte.
Als Grant und Meade sich am 29. Mai entschlossen, nach Süden vorzugehen, trafen sie am Totopotomoy Creek auf die eingegrabenen Truppen Lees. Da die Korps der Potomac-Armee durch den Creek getrennt waren, griff Early am 30. Mai die beiden Korps südlich des Flusses mit wenig Erfolg an. Grant und Meade hielten ihrerseits das Gelände für einen Angriff für ungeeignet und beschäftigen die Nord-Virginia-Armee mit örtlichen Angriffen, Stoßtruppunternehmen und Artilleriefeuer. Währenddessen suchten die beiden Oberbefehlshaber nach einer erneuten Möglichkeit, die Nord-Virginia-Armee zu umgehen; ermutigt auch durch die Aussicht, durch das XVIII. Korps unter Generalmajor William F. Smith verstärkt zu werden, das bisher der James-Armee unterstellt war.

### Old Church (30. Mai 1864)
Der Kommandierende General des V. Korps, Generalmajor Warren, bat Sheridan mehrfach, die offene linke Flanke des Korps durch Kavallerie zu überwachen. Wegen früheren Streitigkeiten zwischen Warren und Sheridan, reagierte Sheridan erst auf diese Bitten, als sie immer dringender wurden. Die Aufgabe, die Straßen südlich des V. Korps zu überwachen, wurde an die Kavalleriebrigade Oberst Devins delegiert, der sie jedoch missverstand und nach Süden am Matadequin Creek Stellungen bezog.
Lee befürchtete, dass die Potomac-Armee nach der Pattsituation am Totopotomoy Creek erneut versuchen würde, ihn rechts zu umgehen. Deshalb beauftragte er eine Kavalleriebrigade, die Lage an der wichtigen Straßenkreuzung bei Cold Harbor aufzuklären. Am Nachmittag erreichte die konföderierte Kavallerie den Matadequin Creek und vertrieb die südlich davon eingesetzten Sicherungen auf das Nordufer des Baches. Um die Stellungen halten zu können, setzte Sheridan nach und nach eine gesamte Kavalleriedivision ein. Das entstandene Patt wurde erst durch den Einsatz der Kavalleriebrigade Custers beendet. Die Konföderierten wichen aus und die Nordstaatler biwakierten ungefähr 2,5 km nördlich der Straßenkreuzung bei Cold Harbor. Trotz dieser Niederlage erhielt General Lee die wichtige Information, dass sich bei Cold Harbor keine Infanterieverbände der Potomac-Armee befanden.

### Cold Harbor (31. Mai–12. Juni 1864)
→ Hauptartikel: Schlacht von Cold Harbor

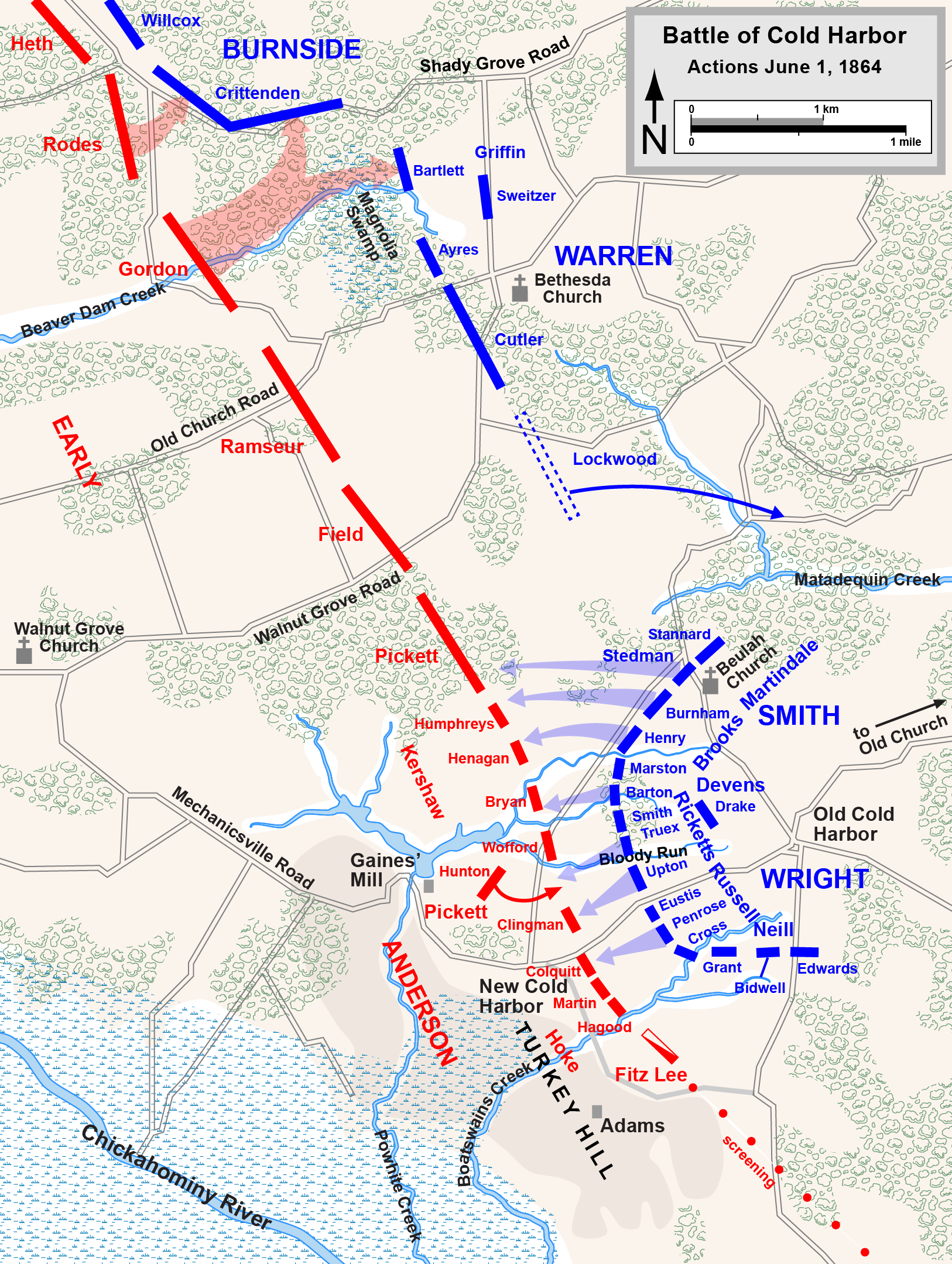
Situation am 1. Juni 1864rot: konföderierte Truppen
blau: Unionstruppen

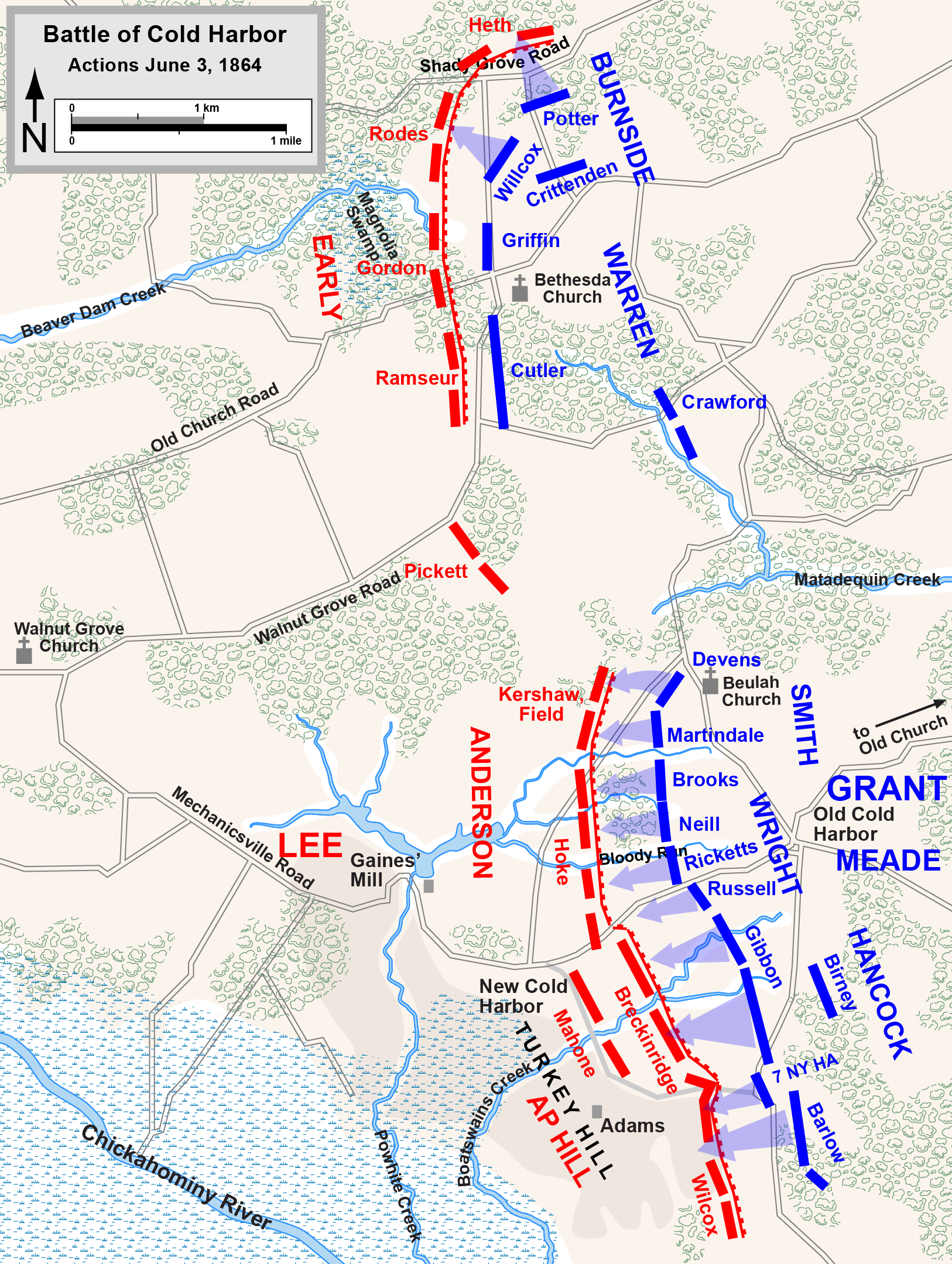
Situation am 3. Juni 1864rot: konföderierte Truppen
blau: Unionstruppen

Am Morgen des 31. Mai lagen sich die Kavalleristen beider Armeen unverändert gegenüber. Um die wichtige Straßenkreuzung bei Old Cold Harbor zu sichern, verstärkte General Lee die bereits dort befindlichen Kräfte durch die Kavalleriedivision seines Neffen Generalmajor Fitzhugh Lee. Zusätzlich befahl er dem Kommandierenden General des I. Korps, Generalmajor Anderson, die Stellungen am Totopotomoy Creek aufzugeben und die Kavallerie bei Old Cold Harbor zu unterstützen. Die Unionskavallerie wich deshalb wieder auf die Stellungen beim Matadequin Creek aus. Grant erkannte nun die Bedeutung der Kreuzung und befahl Sheridan, die Kreuzung zu nehmen und unter allen Umständen zu halten. Die Kavalleriedivision aus Sheridans Korps gewann die Kreuzung zurück und grub sich ein.
Die Schlacht von Cold Harbor begann am nächsten Tag mit Fehlern auf beiden Seiten. Der Angriff des I. Korps der Nord-Virginia-Armee erfolgte unkoordiniert und blieb wegen der überlegenen Feuerkraft der Unionskavallerie liegen. Das VI. Korps unter Generalmajor Wright erreichte das Schlachtfeld nach einem 24-Kilometer-Marsch um 9:00 Uhr. Wright entschloss sich, gemeinsam mit dem XVIII. Korps anzugreifen. Das XVIII. Korps war jedoch in eine falsche Richtung marschiert und erreichte das VI. Korps erst am Nachmittag. Der von Generalmajor Meade für den Morgen befohlene Angriff begann deshalb erst gegen 18:30 Uhr und wurde vom konföderierten I. Korps abgewehrt. Um 19:00 Uhr griffen am Totopotomoy Creek zwei Divisionen der Nord-Virginia-Armee an, konnten trotz einiger Erfolge abgewehrt werden.
Generalmajor Meade hielt einen erneuten Angriff am Morgen des 2. Juni für erfolgversprechend. Deshalb marschierte das II. Korps Generalmajor Hancocks nach Süden, um gemeinsam mit dem XVIII. und VI. Korps anzugreifen. Nach einem Nachtmarsch waren die Soldaten des II. Korps jedoch zu erschöpft und Grant befahl den Angriff zunächst für 17:00 Uhr, später für 4:30 Uhr am 3. Juni. Den Abzug Hancocks von Totopotomoy Creek erlaubte es Lee, ebenfalls Kräfte nach Süden zu verlegen. Die Pioniere der Nord-Virginia-Armee nutzten die Zeit, um Feldbefestigungen bauen zu lassen, die zickzackförmig verliefen und so flankierendes Feuer auf Angreifer ermöglichte. Zudem wurden Verbindungsgräben angelegt, durch die nicht nur Truppen verdeckt verschoben werden konnten, sondern auch versorgt werden konnten. Zum Schutz vor Beschuss durch die Artillerie und das direkte Erstürmen waren die Gräben mit Holz abgedeckt.
Am Morgen des 3. Juni traten die drei Korps mit 31.000 Soldaten zum Angriff an. Der Angriff dauerte ungefähr eine halbe Stunde und brach im Feuer der Konföderierten zusammen. Die Verluste der Union betrugen ungefähr 7000 Mann. Die Gründe für diese Niederlage lagen in mangelnder Kooperation der Korps, fehlender Gefechtsaufklärung der gegnerischen Stellungen und unzureichender Kenntnis des Geländes. Da aber einer Division des II. Korps zeitweise ein Einbruch in die Feldbefestigungen der Konföderierten gelungen war, war Meade der Meinung, dass ein Erfolg noch möglich war und befahl erneut anzugreifen. Die Kommandierenden Generale führten diesen Befehl nicht oder nur zögerlich aus.
Auf dem rechten Flügel der Potomac-Armee griffen die beiden Korps um 4:30 Uhr erfolgreicher an. Sie brachen in die Sicherungslinie ein und organisierten ihre Truppen in dem Glauben um, die Hauptkampflinie der Konföderierten genommen zu haben, so dass der Angriff liegenblieb. Am Mittag untersagte Grant jegliche weiteren Angriffe.
Die nächsten zehn Tage lagen sich die Armeen gegenüber. Durch ständige Mörserüberfälle, Stoßtruppunternehmen, Scharfschützeneinsätze und Nachtangriffe verdoppelte sich die Verlustzahl auf beiden Seiten nahezu noch einmal. Gleichzeitig bauten beide Armeen ihre Stellungen aus, so dass die Landschaft bald jener 52 Jahre später in Frankreich auf den Schlachtfeldern des Ersten Weltkrieges glich.
Nach Sigels Niederlage im Shenandoah-Tal hatte Lee sich durch Breckinridges Division verstärkt. Im Shenandoah-Tal rückte Generalmajor Hunter nach der Brandschatzung Lexingtons auf Lynchburg vor und bedrohte die wichtige Virginia Central Railroad, die einzige Versorgungslinie Lees aus dem Westen. Um Hunter aus dem Shenandoah-Tal zu vertreiben, entschloss Lee sich deshalb, zunächst die Division Breckinridges, am 12. Juni das gesamte II. Korp unter Early dorthin zu senden. Early erhielt den Auftrag, Hunter aus dem Tal zu vertreiben, und durch das Shenandoah-Tal nach Nordosten vorzugehen und letztlich Washington, D.C. zu bedrohen. Damit verband Lee die Hoffnung, dass Grant wegen der Bedrohung Washingtons Truppen von der virginischen Front abziehen würde.
Generalleutnant Grant begann bereits nach den erfolglosen Angriffen des 3. Juni mit einer neuen strategischen Planung. Zum einen wollte er Verbindung mit Hunter herstellen, der anschließend die Nord-Virginia-Armee von Westen angreifen sollte. Die Verbindung sollte Sheridans Kavalleriekorps herstellen und auf dem Weg dahin, die Virginia Central Railroad zwischen Charlottesville, Virginia und Gordonsville nachhaltig unterbrechen. Zum anderen sollte die Potomac-Armee den James überqueren und den Eisenbahnverkehrsknotenpunkt Petersburg nehmen. Bereits ab dem 6. Juni ließ er eine zweite Grabenlinie hinter den vorderen Stellungen anzulegen, um so die Truppenteile unbemerkt aus der Front herauslösen und nach Süden verschieben zu können. Am 14. Juni begann unbemerkt von den Konföderierten die Verlegung der Potomac-Armee über den James.

### Trevilian Station (11.–12. Juni 1864)
→ Hauptartikel: Schlacht bei Trevilian Station

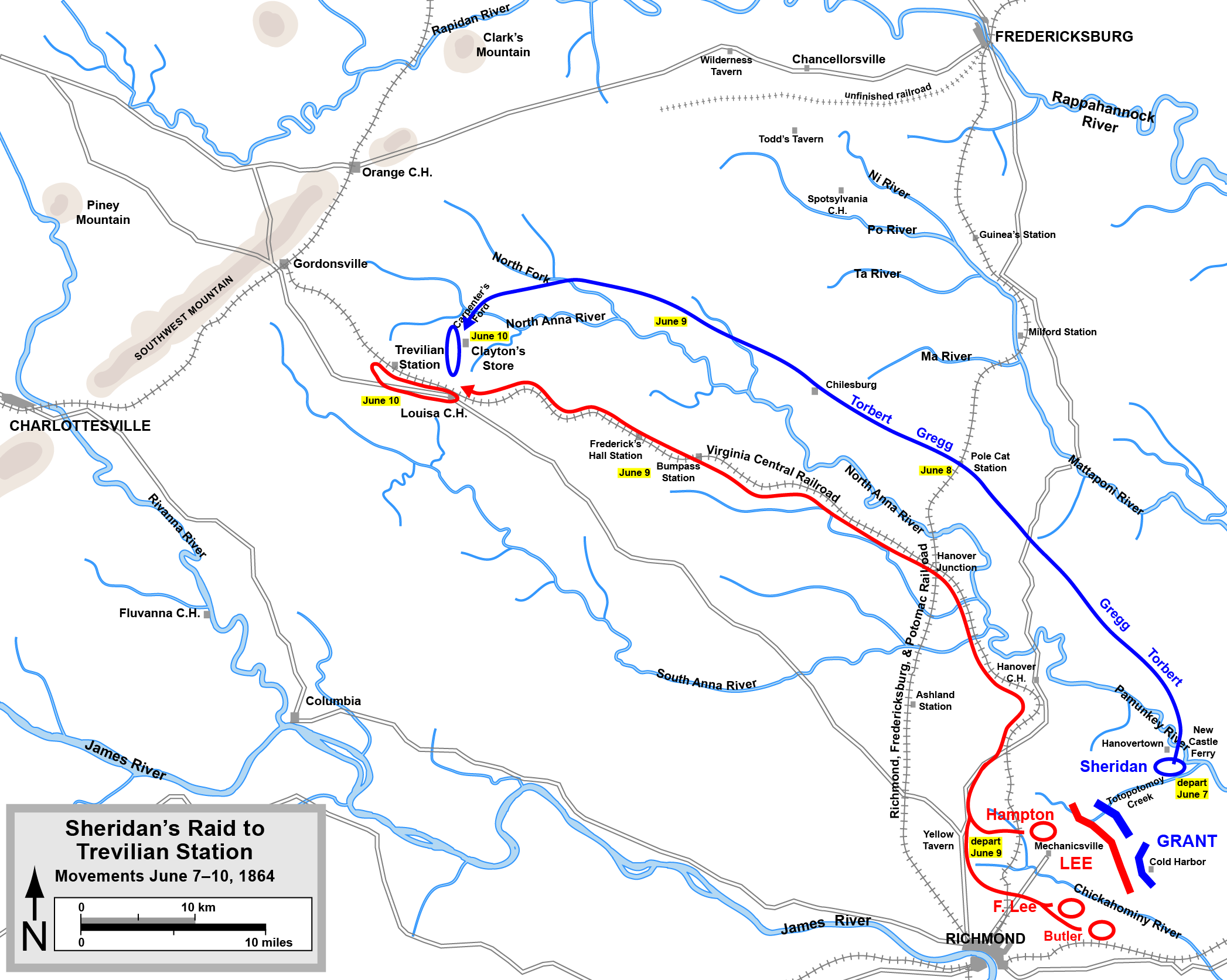
Sheridans Marsch nach Trevillian Stationrot: konföderierte Truppen
blau: Unionstruppen

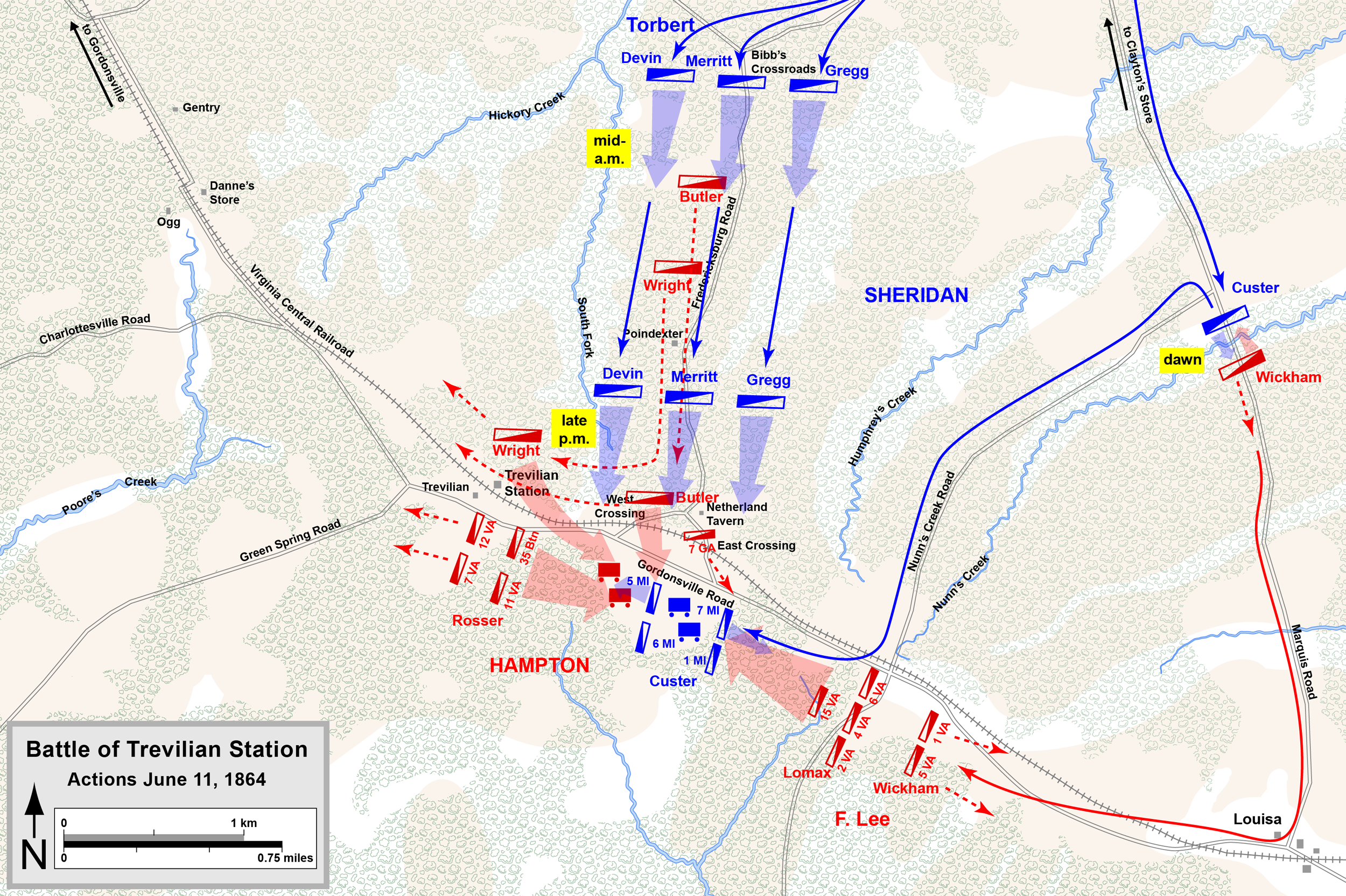
Erster Tag der Schlacht an der Trevillian Stationrot: konföderierte Truppen
blau: Unionstruppen

Am 5. Juni ordnete Grant einen Raid des Kavalleriekorps an. Eine Überlegung Grants war, dass General Lee das Kavalleriekorps mit seiner eigenen Kavallerie verfolgen müsste, so seiner Aufklärung verlustig ginge und der Abzug der Potomac-Armee zum James den Konföderierten verborgen bliebe. Am 7. Juni marschierte Sheridan mit zwei Divisionen los.
Am 10. Juni erreichten die Kavalleriedivisionen Sheridans den Raum um Trevilian Station. Nahezu gleichzeitig erreichten auch die beiden konföderierten Kavalleriedivisionen den Raum. Am nächsten Morgen begann die blutigste Kavallerieschlacht auf dem östlichen Kriegsschauplatz. Der Unionskavallerie gelang es, die gegnerische Kavallerie nach Süden über die Eisenbahntrasse zurückzudrängen. Am 12. Juni gelang den Nordstaatlern die Zerstörung der Gleise auf zehn Kilometern sowie des dort befindlichen rollenden Materials. Ganztägig wiederholte Angriffe gegen die eingegrabene konföderierte Kavallerie scheiterten, so dass Sheridan in der Nacht den Rückmarsch befahl, weil die Munition zu Ende ging und die Verbindungsaufnahme mit Hunter gescheitert war. Die Verluste waren auf beiden Seiten sehr hoch: die Union verlor mehr als 10 Prozent, die Konföderierten fast 15 Prozent der beteiligten Soldaten. Sheridan marschierte weit ausholend zurück nach Cold Harbor, ohne von der konföderierten Kavallerie verfolgt zu werden. Die Zerstörungen an der Virginia Central Railroad behoben die Konföderierten innerhalb von zwei Wochen.

### Schlachten um Petersburg (9. Juni / 15.–18. Juni 1864)
→ Hauptartikel: Belagerung von Petersburg

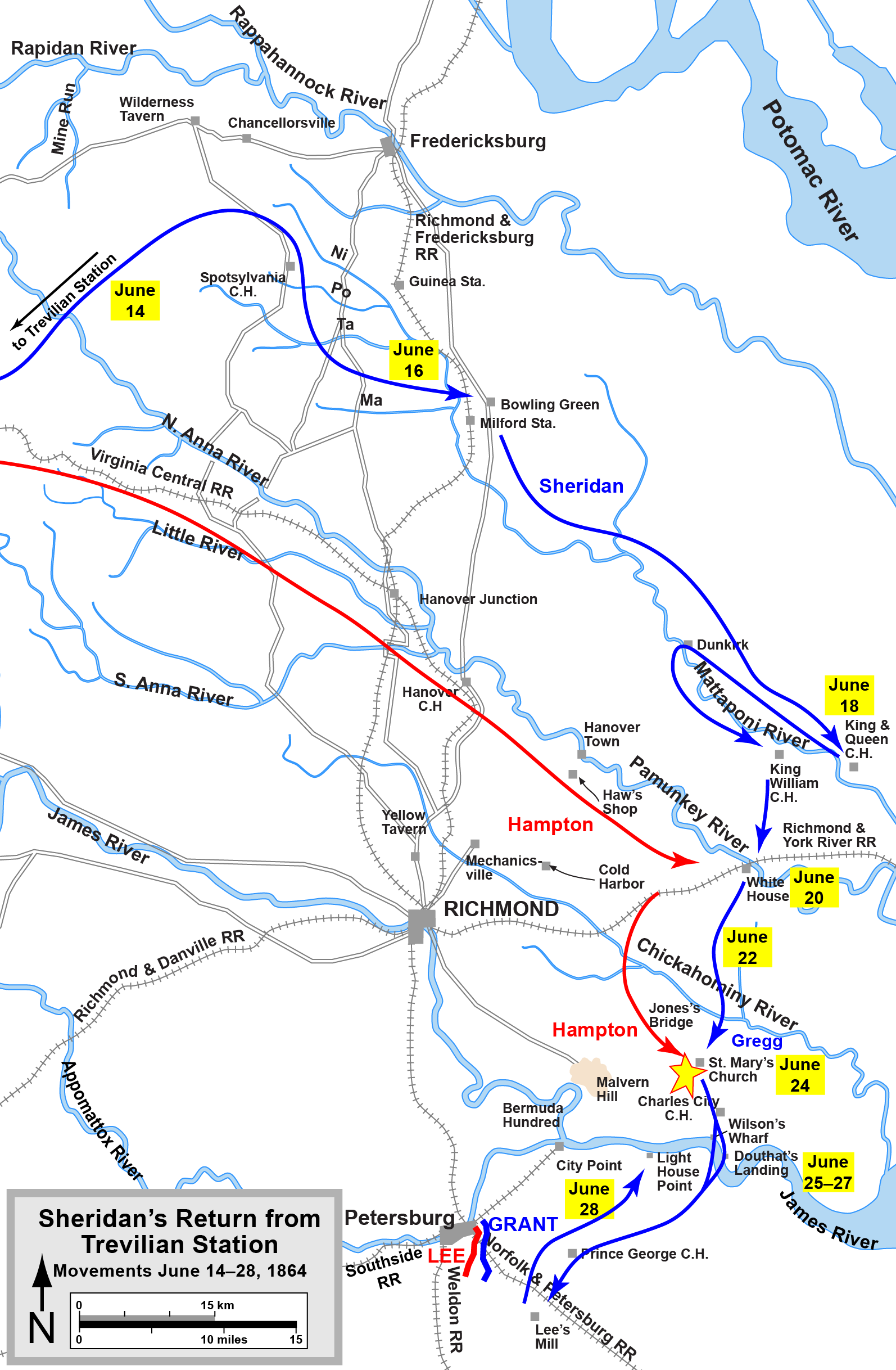
Sheridans Rückmarsch zur Schlacht an der St. Marys Churchrot: konföderierte Truppen
blau: Unionstruppen

General Lee war sich darüber im Klaren, dass General Grant nach dem Patt bei Cold Harbor einen weiteren Umgehungsversuch unternehmen würde. Ihm war nur nicht klar, ob dieses ein kurzes Manöver mit einem Angriff nördlich des James oder eine weiträumige Umgehung südlich des James sein würde. Erst am 17. Juni erkannte Lee, dass die gesamte Potomac-Armee weit ausholend den James überschritten hatte.
Das erste Gefecht um Petersburg wurde durch Truppen der James-Armee am 9. Juni geführt. Militärisches Ziel war die Zerstörung der Eisenbahnbrücke über den Appomattox nördlich von Petersburg. Generalmajor Butler wollte durch diese Aktion auch sein angeschlagenes Ansehen als militärischer Führer wiederherstellen. Die Truppen sollten um Mitternacht wieder in den Stellungen gegenüber der Howlett-Line auf Bermuda Hundred zurück sein. Das Vorhaben begann ohne Absprache mit Generalmajor Meade und scheiterte wegen unzähliger Führungsfehler. Durch diesen Angriff aufgeschreckt konzentrierte General Beauregard schnell zusammengeraffte Kräfte in den Stellungen bei Petersburg.
Die Zweite Schlacht um Petersburg wurde am 15. Juni vom XVIII. Korps, das als erstes den James überschritten hatte, begonnen. Der Angriff blieb trotz Überlegenheit in der Hauptkampflinie der Verteidigungsstellungen vor Petersburg liegen. In der Nacht errichteten die Konföderierten eine neue Verteidigungsstellung. Das II. Korps sollte am 16. Juni das XVIII. Korps unterstützen. Da es sich wegen falscher Karten verirrt hatte, begann der Angriff erst am Abend und scheiterte erneut. Angriffe am 17. und 18. Juni scheiterten, weil jedes der vier Korps der Potomac-Armee unkoordiniert angriff und weil General Lee bereits in der Nacht zum 18. Juni zwei Divisionen von Cold Harbor nach Petersburg verlegt hatte.

### Saint Marys Church (24. Juni 1864)
Nach der Schlacht bei Trevilian Station marschierte Sheridan nördlich des Mattapony und Wade entlang des Pamunkey nach Osten. Am 20. Juni griff konföderierte Kavallerie ergebnislos die ehemalige Versorgungsbasis der Potomac-Armee bei White House Landing an, gerade als Sheridans Vorhut diesen Ort erreichte. Sheridan überquerte den Pamunkey am nächsten Tag und eskortierte einen aus 900 Wagen bestehenden Train zum James. Auf dem Weg dorthin versuchten die Konföderierten ständig, den Train zu überfallen. Diese Versuche misslangen, da Sheridan die Division Generalmajor Greggs mit dem Schutz der Kolonne westlich der Marschroute beauftragt hatte. Bei St. Marys Church griffen schließlich fünf konföderierte Kavalleriebrigaden die zwei Brigaden Greggs an. Diese konnten einen Durchbruch zur Wagenkolonne verhindern, die zwei Tage später den James überquerte und die Versorgungsgüter zur Potomac-Armee brachte. Lee befahl danach der konföderierten Kavallerie, den Wilson-Kautz-Raid zu unterbinden.

## Probleme

### Logistik

#### Potomac-Armee

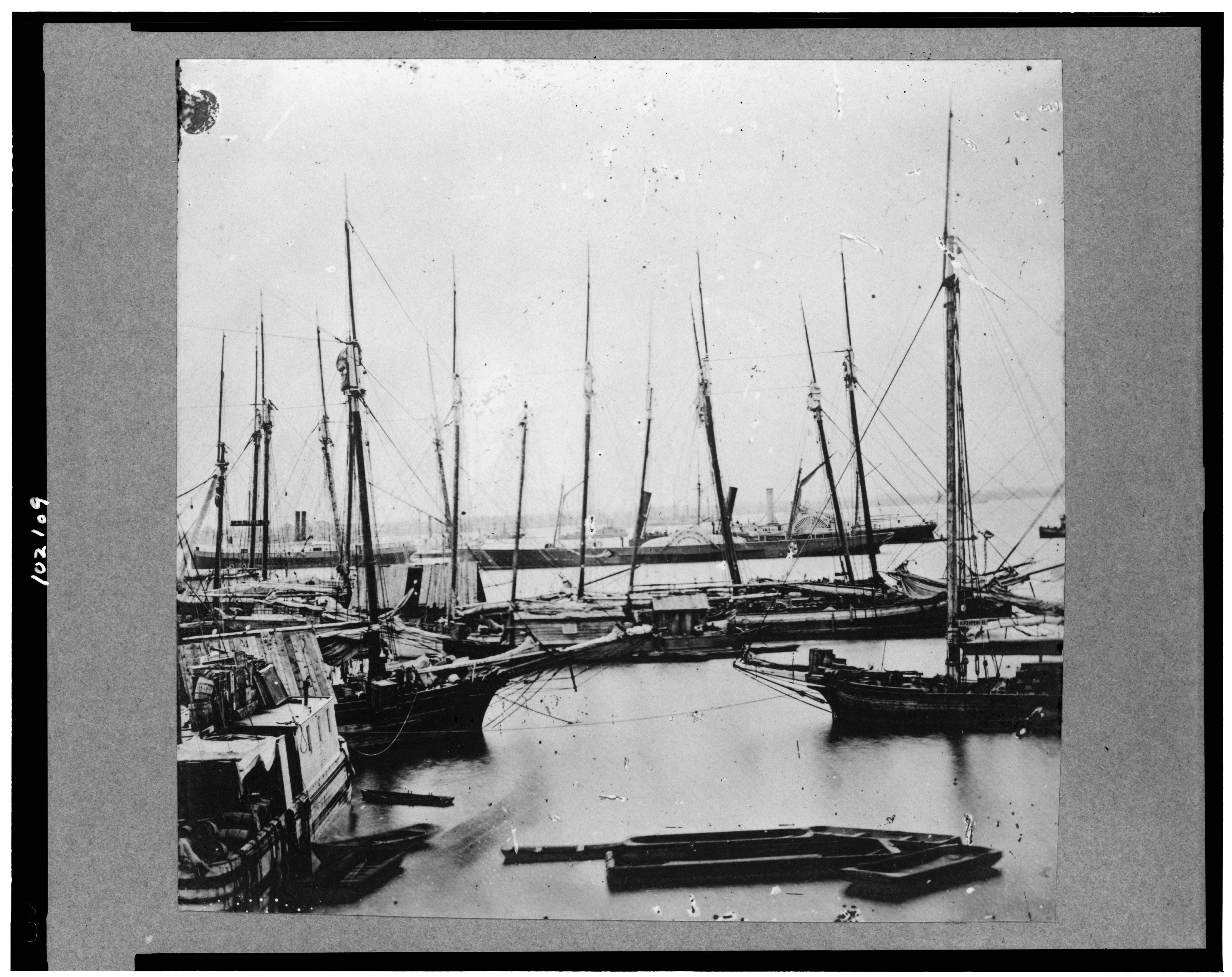
Hafen von City Point

Schon zu Beginn des Feldzuges bestimmte die Logistik dessen Verlauf. Grant hatte die Möglichkeit, Lee vom Rapidan aus, im Westen zu umgehen. Auf diese Weise hätte er die Logistik der Nord-Virginia-Armee nachhaltig unterbrochen, die hauptsächlich über die Virginia Central Railroad versorgt wurde. Die Potomac-Armee wäre jedoch auf sehr lange Versorgungswege angewiesen. Deshalb entschloss er sich, die Nord-Virginia-Armee von Osten aus anzugreifen.
Der Nachschub der Potomac-Armee erfolgte aus den Versorgungsstützpunkten an den tief ins Land führenden, schiffbaren Flüssen; von dort mit der Eisenbahn und der Rest der Wegstrecke mit Wagenkolonnen. Zu Beginn des Feldzuges benötigten allein die Reit- und Zugtiere der Potomac-Armee täglich 477 Tonnen Futter. Grant verbot alle nicht notwendigen Versorgungsgüter und trotz einer radikalen Kürzung bestand der Train aus 4600 Waggons und 835 Ambulanzen.
Zu Beginn des Feldzuges erfolgte die Versorgung der Armee aus Alexandria, Virginia am Potomac, weiter auf der Orange und Alexandria Railroad bis Brandy Station. Nach der Schlacht in der Wilderness verlegte Grant die Versorgungsbasis nach Aquia Landing am Potomac. Von dort führte eine Eisenbahnlinie nach Fredericksburg, Virginia. Vor der Schlacht am North Anna verlegte Grant die Versorgungsbasis nach Port Royal am Rappahannock, anschließend zur Schlacht von Cold Harbor nach White House am Pamunkey; weiter erfolgte die Versorgung mit der Richmond und York River Railroad, die auch schon Generalmajor McClellan 1862 während des Halbinsel-Feldzuges benutzt hatte. Nach dem Übergang über den James wurde die Versorgungsbasis letztmals nach City Point am James verlegt. Um die Potomac-Armee während der Belagerung versorgen zu können, ließ Grant die US Military Railroad bauen. Diese häufigen Wechsel erledigte das Logistikkommando des Heeres in enger Zusammenarbeit mit der Marine zuverlässig.

#### Nord-Virginia-Armee
Die Logistik der Nord-Virginia-Armee schien leichter, da sie über die Inneren Linien verfügte. Lebensmittel und Futter erhielt sie aus dem Shenandoah-Tal, Kriegsgerät und Munition aus dem Süden über Richmond. Dazu war der Besitz der Eisenbahnlinien essentiell; von Westen die Virginia Central Railroad und südlich Richmond der Eisenbahnknotenpunkt Petersburg, an dem fünf Eisenbahnlinien konvergierten. Die Eisenbahntrassen verliefen nur wenige Kilometer hinter den konföderierten Stellungen. Lee musste alles daran setzen, diese und später Petersburg in eigener Hand und instand zu halten. Dies gelang immer wieder, auch wenn die Potomac-Armee die Trassen stellenweise auf mehreren Kilometern zerstören und einiges rollendes Material vernichten konnte.
Das größere Problem war jedoch, dass es der Konföderation überall an Ressourcen mangelte und die Nord-Virginia-Armee nur das an Versorgungsgütern erhielt, was sie gerade benötigte, obwohl zu keinem Zeitpunkt des Feldzuges irgendein Mangel auftrat.

### Pionierwesen
Die Pioniertruppe spielte in beiden Armeen eine bedeutende Rolle. Zu den Hauptaufgaben zählten der Bau und die Instandsetzung von Brücken, Straßen und Eisenbahntrassen, sowie die Festlegung des Verlaufs von Feldbefestigungen und, besonders bei der Potomac-Armee, Möglichkeiten zu deren Überwindung aufzuzeigen. Eine weitere wichtige Aufgabe war das Kartografieren des Landes und die Herstellung und Verteilung der Karten.
Bei der Potomac-Armee zeichnete sich die Pioniertruppe durch den Bau von mindestens 38 Brücken, Anlage von Straßen und Eisenbahntrassen aus, bei der Nord-Virginia-Armee war neben der Ausnutzung des Geländes für die Anlage von Feldbefestigungen, die Ausbesserung von Eisenbahntrassen ihre Hauptaufgabe. So gelang unter ihrer Leitung zum Beispiel die Instandsetzung der Trasse der Virginia Central Railroad nach Shermans Raid, so dass sie innerhalb von zwei Wochen wieder voll funktionsfähig war.

### Kommunikation
Als Oberbefehlshaber des Heeres verfügte Grant über eine ständige Telegrafenverbindung mit dem Stabschef des Heeres, Generalmajor Halleck, in Washington, D.C., über die er die strategische Kontrolle über die Kriegsschauplätze behielt. Über diese Verbindung führte er auch die Armeen auf dem östlichen Kriegsschauplatz. Mit Meade und Burnside hielt Grant Verbindung hauptsächlich durch Kuriere; manchmal auch durch Flaggensignale. Die Potomac-Armee führte er meist durch weitgefasste Befehle und überließ Meade die taktische Führung. Um jedoch das IX. Korps mit der Potomac-Armee zu koordinieren, überging er manchmal Meade, was zu Durcheinander und zu doppelten Befehlen führte.
Auch die Nord-Virginia-Armee führte Lee meist durch Kuriere oder durch Flaggensignale. Zur politischen Führung in Richmond hielt er Verbindung mittels Telegrafie, ebenso über Richmond ins Shenandoah-Tal und zu General Beauregard, der den Wehrbereich North Carolina und Süd-Virginia befehligte.

### Führung

#### Union
Generalleutnant Grant hatte während des Feldzuges „drei Hüte auf“:
1. Als Oberbefehlshaber des Heeres führte er das Feldheer und die Territorialen Kommandobehörden. Dies hätte er am besten von Washington aus tun können. Grant wollte jedoch nicht in die politischen Intrigen der Administration hineingezogen werden und überließ alle notwendigen Verwaltungstätigkeiten dem Chef des Stabes des Heeres, Generalmajor Halleck. Im Westen vertraute er den Fähigkeiten Generalmajor Shermans; verlor aber zeitweise die Kontrolle über die Operationen der Generalmajore Banks, Butler und Sigel.[47]
2. Als Befehlshaber des östlichen Kriegsschauplatzes führte er die dort eingesetzten Armeen und selbstständigen Großverbände. So unterstand ihm das IX. Korps Burnsides, weil dieser rangälter als Meade war und Grant jegliche daraus entstehenden Komplikationen vermeiden wollte. Für die erste Hälfte des Feldzuges musste er die Bewegungen des Korps mit denen der Armee koordinieren. Später nach einigen ärgerlichen Episoden verzichtete Burnside auf seine Seniorität und wurde Meade unterstellt.
3. In die Operationen der Potomac-Armee mischte er sich teilweise ein. Bei der zweiten Schlacht um Petersburg war er für den Misserfolg mitverantwortlich[48]

Generalmajor Meade hatte vor allem zu Beginn des Feldzuges Probleme mit Grants Führungsstil. Er bot seinen Rücktritt an; nach dem verlustreichen Angriff bei Cold Harbor sprach er die Hoffnung aus, dass Grant jetzt endlich eingesehen hätte, dass im Osten andere Maßstäbe als im Westen anzulegen seien und als Grant, um personellen Ärger aus dem Weg zu gehen, empfahl, Sheridans Wünschen nachzukommen, schickte Meade Sheridan auf den Raid nach Richmond und beraubte sich jeglicher Aufklärung. Meade führte mit Sattelbefehlen, die meist nicht mehr als den Angriffsbeginn festlegten. Dabei wies er immer wieder darauf hin, dass die Zeit bis Angriffsbeginn mit Geländeerkundung auszufüllen sei. Er erwartete von den unterstellten Kommandeuren, dass sie Absprachen selbstständig führen würden und als er sah, dass das nicht geschah, raunzte er einen Divisionskommandeur an, nicht immer auf jemanden zu warten.
Die Kommandierenden Generale und die Divisionskommandeure sprachen sich auf der jeweiligen Ebene häufig nicht ab; teilweise lehnten sie Absprachen ab. Gefechtsaufklärung durch die eigenen Verbände wurde vernachlässigt, Geländeerkundung fand häufig nicht statt. Einige Divisionskommandeure führten während der Schlachten ihre Divisionen nicht von vorn, so dass keine schnellen Entscheidungen, um örtliche Erfolge zum Beispiel bei Spotsylvania auszunutzen, getroffen werden konnten.

#### Konföderation
Die Konföderation hatte keinen Oberbefehlshaber des Heeres, der eine Strategie hätte umsetzen können. Die Oberbefehlshaber der Armeen handelten meist unkoordiniert. Der Präsident befahl manchmal, ohne sich mit den Oberbefehlshabern abzusprechen, in die Armeen hinein.
Die Nord-Virginia-Armee führte der charismatische und strategisch versierte General Lee.
1. General Lee war wegen Erschöpfung und Diarrhoe in einer entscheidenden Phase des Feldzuges am North Anna nicht in der Lage, die Nord-Virginia-Armee zum Erfolg zu führen.
2. Nach der Verwundung Generalleutnant Longstreets musste dessen Vertreter erst in die Funktion eines Kommandierenden Generals hineinwachsen.
3. General Lee war bereits seit den Schlachten von Gettysburg und Spotsylvania Court House mit den Leistungen Generalleutnant Ewells unzufrieden und suchte nach einer Gelegenheit, ihn loszuwerden. Als Ewell erkrankte, ergriff Lee die Chance, Ewell ehrenhaft abzulösen und durch Early zu ersetzen.[55]
4. Generalleutnant Hill war erfahren und draufgängerisch, aber krankheitsanfällig und fehlte in wichtigen Phasen.[56]

General Lee ärgerte sich über alle Maßen, dass er seinem Widersacher die Initiative überlassen musste; es wurde jedoch Ziel seiner defensiven Strategie, dem Gegner doppelt soviel Verluste zuzufügen wie er selbst zu verkraften hatte.

## Folgen

### Union
Der Überland-Feldzug hatte sein Ziel, die Nord-Virginia-Armee zu vernichten, nicht erreicht. Die Verluste der Potomac-Armee waren immens, was dazu führte, dass die Bevölkerung im Norden immer mehr dazu bereit war, Frieden zu schließen. Lincolns Wiederwahl schien gefährdet.
Grant hatte dem Präsidenten versprochen, den Krieg bis zum November 1864 zu beenden. Deshalb schloss sich an den Überland-Feldzug die Belagerung von Petersburg an, mit der Grant die Nord-Virginia-Armee und Richmond von allen Versorgungsgütern abschneiden und so zur Aufgabe zwingen wollte.

### Konföderation
Lee hatte gerade noch rechtzeitig von dem Übergang der Potomac-Armee über den James erfahren, um den Verkehrsknotenpunkt Petersburg verteidigen zu können. Die Nord-Virginia-Armee hatte sehr große Verluste erlitten; da es Grant aber nicht gelungen war, sie von den Versorgungslinien nach Nordwesten und Westen abzuschneiden, sah sich Lee in der Lage, weitere drei bis vier Monate für einen Verhandlungsfrieden zu kämpfen. Gleichwohl war ihm klar, dass eine lange Belagerung von Petersburg und Richmond nicht erfolgreich überstanden werden könnte.